# Восточный (космодром)
| Количество пусков в год | Количество пусков в год | Количество пусков в год | Количество пусков в год | Количество пусков в год |
| ----------------------- | ----------------------- | ----------------------- | ----------------------- | ----------------------- |
| 2016                    |                         |                         | 1                       |                         |
| 2017                    |                         |                         | 1                       |                         |
| 2018                    |                         |                         | 2                       |                         |
| 2019                    |                         |                         | 1                       |                         |
| 2020                    |                         |                         | 1                       |                         |
| 2021                    |                         |                         | 5                       |                         |
| 2022                    |                         |                         | 1                       |                         |
| 2023                    |                         |                         | 3                       |                         |
| 2024                    |                         |                         | 4                       |                         |

Космодро́м «Восто́чный» — российский космодром, предназначенный для запуска ракет «Союз-2» и ракет семейства «Ангара», первый российский гражданский космодром. Основные операторы:
- генеральный строитель: филиал АО «ЦЭНКИ» – Центр инжиниринга и управления строительством (ЦИиУС),
- оператор инфраструктуры: филиал АО «ЦЭНКИ» – Космический центр «Восточный» (КЦ «Восточный»),
- оператор пусков: Центр управления полётами.

Все перечисленные находятся в составе госкорпорации «Роскосмос».
Расположен на Дальнем Востоке в центре Амурской области на площади около 700 км², в 8 км северо-восточнее бывшего космодрома «Свободный». Ближайшие населённые пункты: в 15 км к юго-западу – ЗАТО город Циолковский с ж/д станцией «Ледяная», в 45 км к югу – город Свободный с одноимённой ж/д станцией, в 46 км к северо-западу – город Шимановск с одноимённой ж/д станцией. Все станции относятся к ТрансСибу, одному из важных факторов при выборе места размещения космодрома.
6 ноября 2007 года президент России Владимир Путин подписал указ о строительстве космодрома. В 2010 году был заложен «Памятный знак» в честь начала работ. В 2011 году было начато техническое и эскизное проектирование. Строительство первой очереди космодрома «Восточный» началось в 2012 году и завершилось в апреле 2016 года.
Космодром возводился с целью обеспечения независимого доступа в космос, гарантированного выполнения международных и коммерческих космических программ, сокращения затрат на космодром Байконур и улучшения социально-экономической обстановки в Амурской области.
Преимущества нового космодрома в том, что начальный участок траектории полёта ракеты-носителя не проходит над густонаселёнными районами России и над территориями иностранных государств, районы падения отделяющихся частей ракет-носителей расположены в малонаселённых районах территории России или в нейтральных водах, место расположения космодрома находится вблизи от развитых железнодорожных и автомобильных магистралей, космодром способствовал снижению политических рисков, связанных с Казахстаном.
Космодром расположен в регионе с муссонным климатом, среднемесячной температурой января −25,6 °С (абсолютный минимум многолетних наблюдений −49,0 °С), среднемесячной температурой июля +20,6 °С (абсолютный максимум многолетних наблюдений +39,1 °С).
На апрель 2024 года располагает двумя стартовыми комплексами: 
- «Площадка 1С» для ракет семейства «Союз-2» лёгкого-среднего классов,
- «Площадка 1А» для ракет-носителей семейства «Ангара» лёгкого-тяжёлого классов.

Первый запуск с космодрома "Восточный" состоялся 28 апреля 2016 года, ракетой-носителем «Союз-2.1а» были выведены на орбиту три искусственных спутника Земли. 11 апреля 2024 года состоялся первый запуск с Восточного ракеты-носителя «Ангара-А5» с разгонным блоком «Орион», который вывел на геостационарную орбиту неотделяемую испытательную полезную нагрузку, попутно на низкую околоземную орбиту был выведен малый спутник класса кубсат «Гагаринец». Всего с 28 апреля 2016 года по 11 апреля 2024 года с космодрома выполнены 17 орбитальных пусков ракет-носителей.
Стартовый комплекс космодрома изображён на оборотной стороне денежной купюры достоинством в две тысячи рублей, выпущенной Банком России 12 октября 2017 года.

## История

### Строительство космодрома

#### Первая очередь

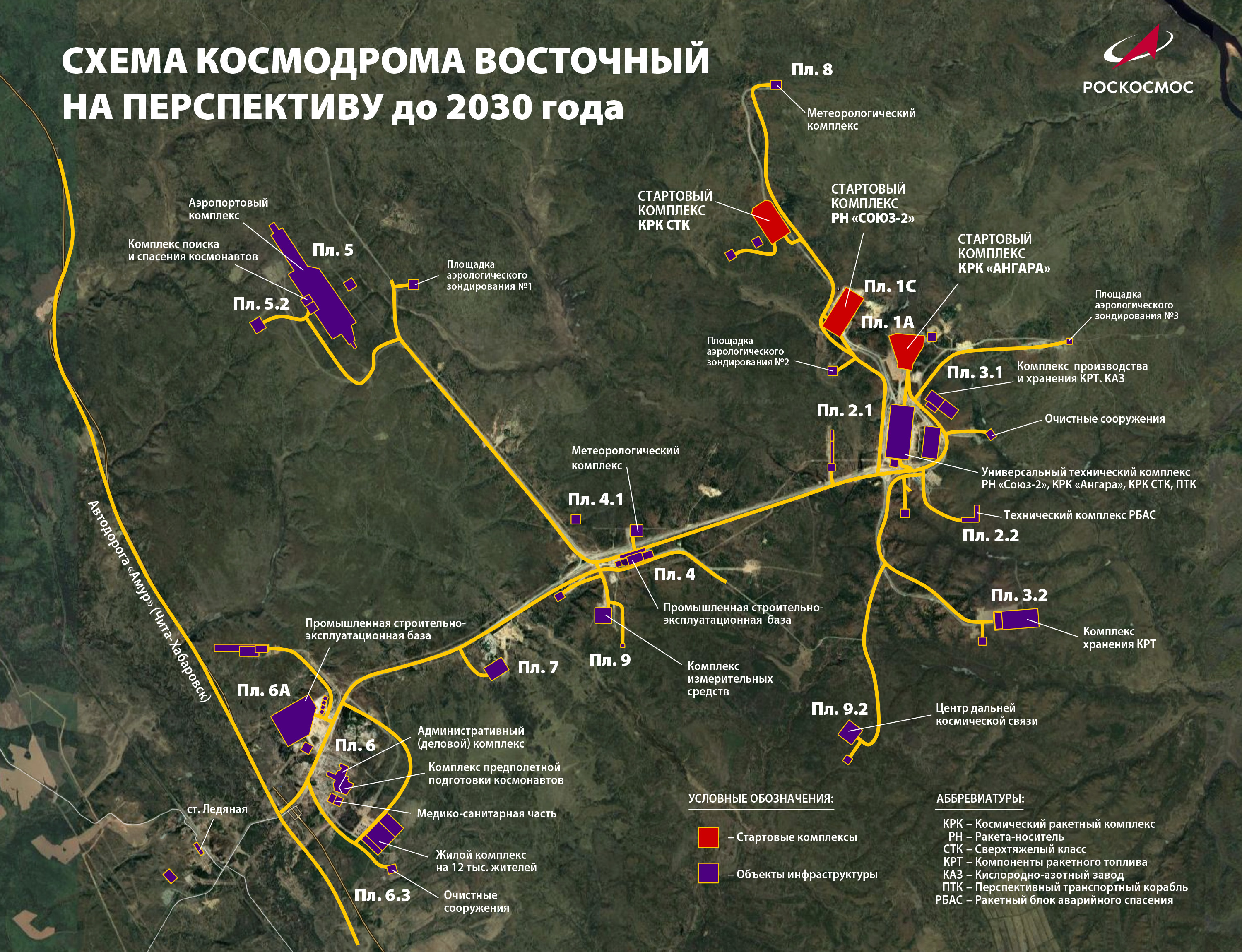
Схема космодрома «Восточный» на перспективу до 2030 года

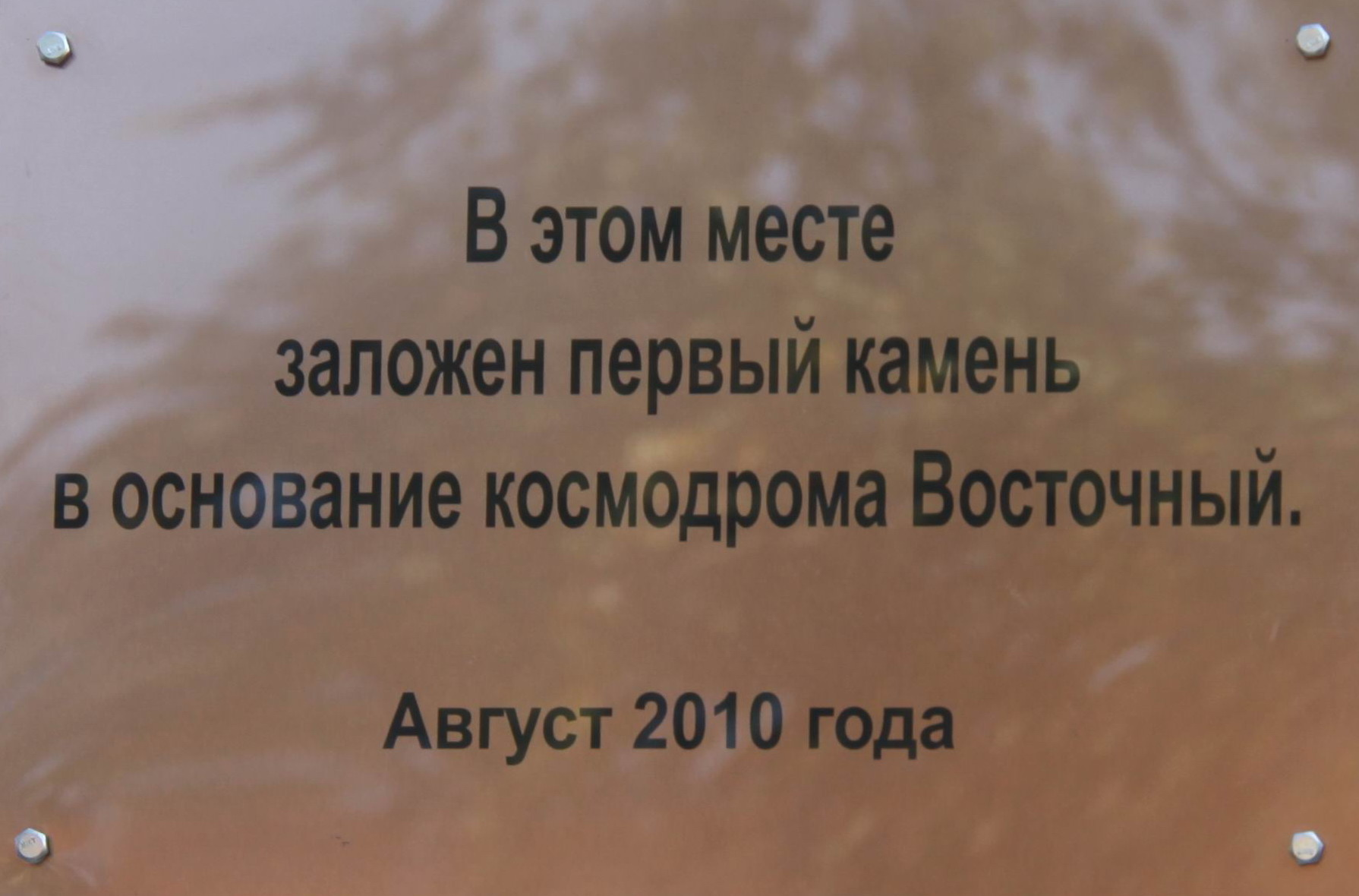
Памятный знак в честь начала работ

Президент Владимир Путин лично принимал участие в выборе места для нового космодрома. Целью создания космодрома было снизить зависимость от космодрома Байконур, принадлежащего после распада СССР Казахстану. Выбор пал на образованный указом президента Бориса Ельцина в марте 1996 года 2-й государственный испытательный космодром Минобороны РФ «Свободный», с которого за всё время эксплуатации были запущены лишь 5 космических аппаратов, последний в 2006 году. В марте 2007 года был подписан указ о ликвидации космодрома Свободный. 6 ноября 2007 года президент России Владимир Путин подписал указ № 1473с «О космодроме „Восточный“». 11 июля 2008 года проект космодрома был одобрен коллегией Федерального космического агентства. Расположение стартовых комплексов и других объектов было определено в проекте космодрома и программе его развития. В августе 2010 года был заложен памятный знак в честь начала работ по строительству космодрома.

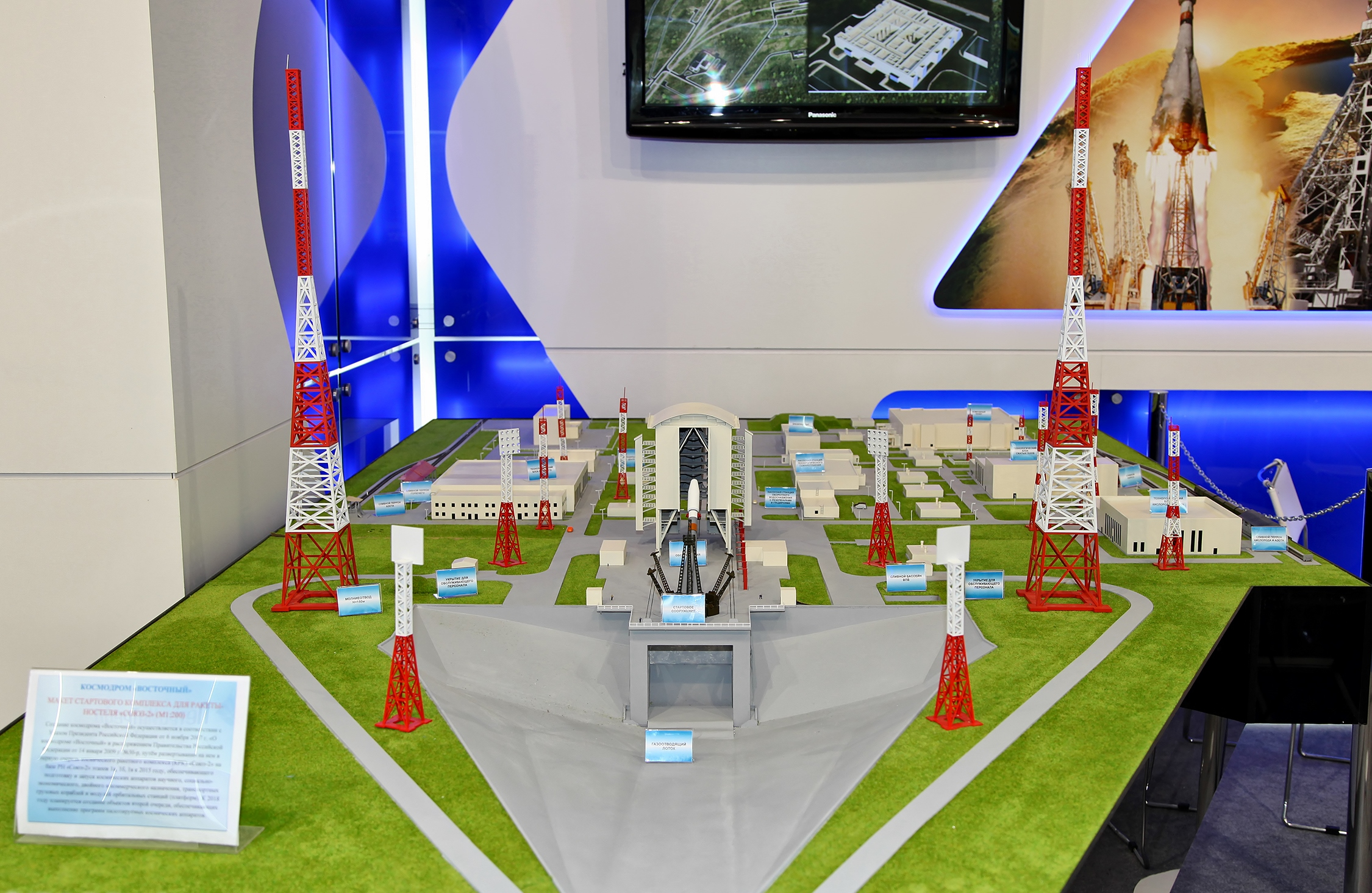
Макет космодрома, показанный на МАКС-2013

В 2011 году было начато техническое и эскизное проектирование, назначены руководители работ и начато строительство космодрома. В июле 2012 года начались работы по возведению стартового комплекса. По словам заместителя директора Спецстроя РФ Александр Бусыгина в сентябре 2013, отставание от графика строительства отдельных объектов космодрома «Восточный» достигало двух месяцев. Административным и жилым центром космодрома стал город Циолковский, строящийся на территории ЗАТО Углегорска.

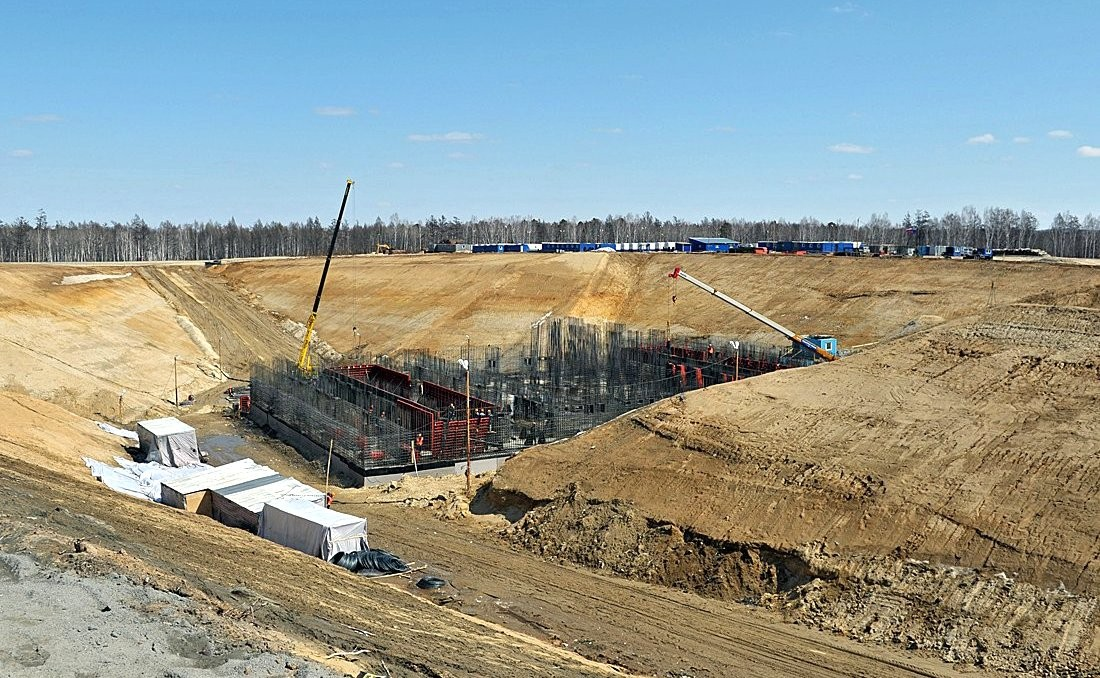
Строительство первой очереди в 2013 году

При строительстве космодрома «Восточный» было допущено отставание в 26 месяцев, но после перехода стройки под контроль вице-премьера Дмитрия Рогозина в ноябре 2014 года отставание сократилось до 4 месяцев. В 2015 году последовало второе обращение рабочих космодрома к президенту Владимиру Путину, относительно задолженности по заработной плате в размере 96 млн рублей. Как стало известно, глава ЗАО ТМК Виктор Гребнев покупал на эти деньги яхты и строил особняк, за что он и другой руководитель компании Игорь Нестеренко были позднее осуждены. Лишь в марте 2017 задолженность в размере 285 млн рублей была погашена.

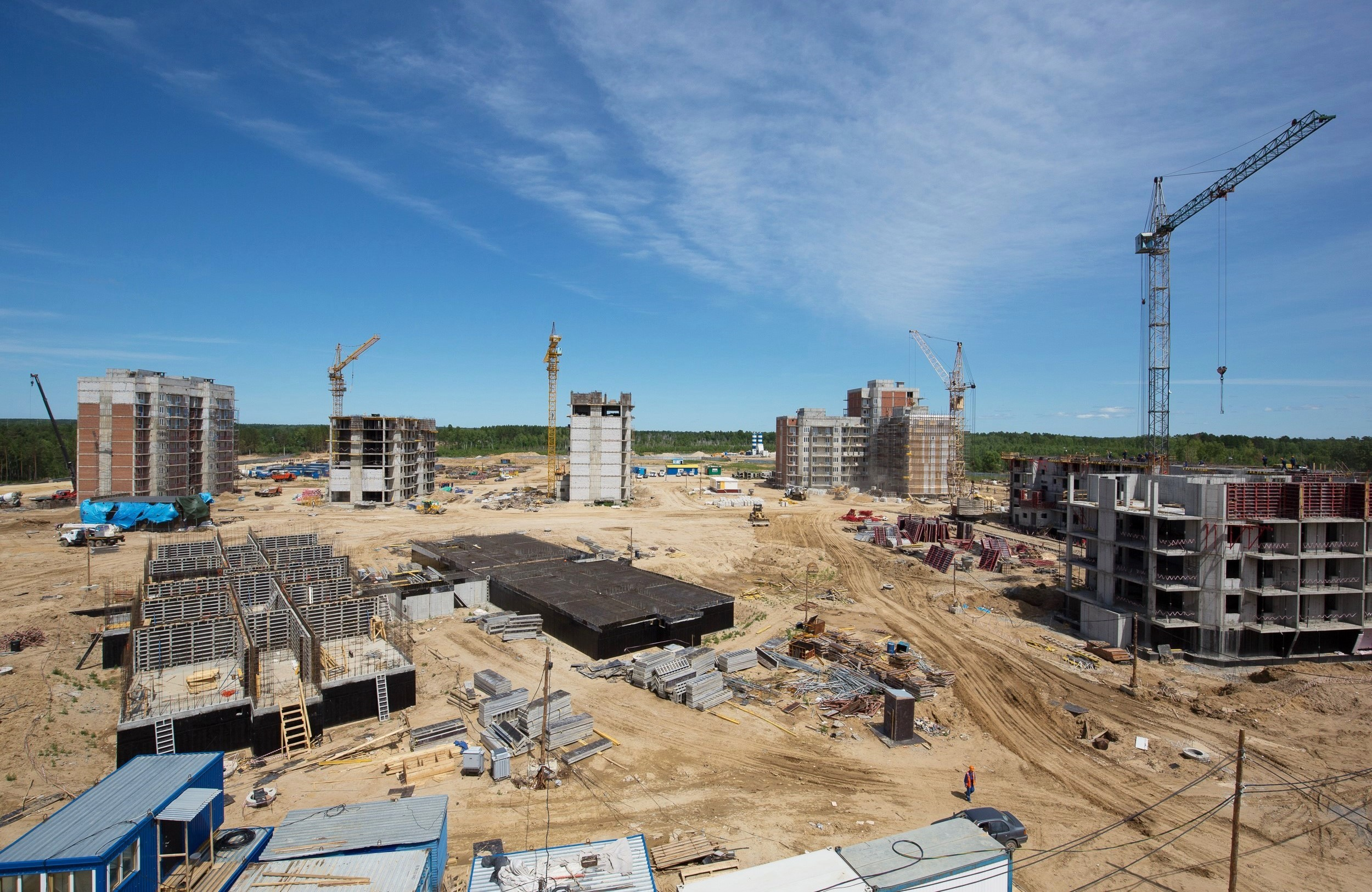
Строительство нового микрорайона Звёздный в городе Циолковский, 2015 год

В связи со срывом Спецстроем России, подведомственным Минобороны России, сроков сдачи объектов первой очереди космодрома «Восточный» в конце сентября 2016 года Владимир Путин поручил министру обороны РФ Сергею Шойгу взять под личный контроль ход строительства и сдачи объектов.

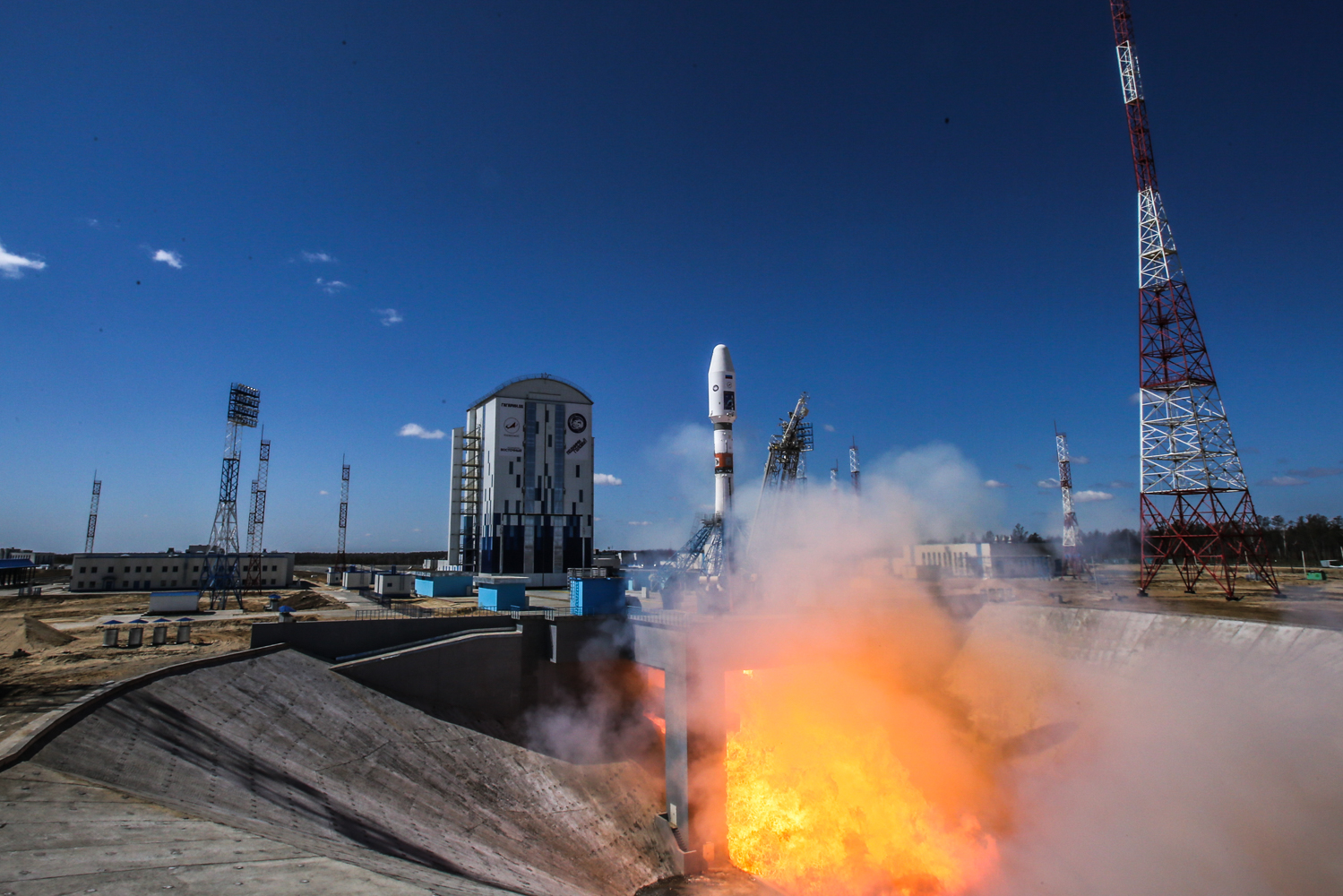
Первый пуск с космодрома

Позднее президент России Владимир Путин ликвидировал «Спецстрой», подписав Указ «Об упразднении Федерального агентства специального строительства» (Спецстрой России). При этом ещё в ноябре 2015 года вице-премьер Дмитрий Рогозин, председатель наблюдательного совета «Роскосмоса», докладывал президенту, что агентство выполняет работы лишь на 15-40 % от стоимости заключённых контрактов.
Первый пуск с космодрома планировалось осуществить 25 декабря 2015 года, но в связи с неготовностью части объектов космодрома пуск был перенесён на 2016 год. Запуск 27 апреля был сорван техническими неполадками и перенесён на сутки, за что Дмитрий Рогозин и Игорь Комаров получили выговор от президента Владимира Путина. 28 апреля 2016 года состоялся первый успешный пуск с выводом на орбиту трёх искусственных спутников Земли. К следующему пуску с космодрома все неисправности и недочёты были устранены и пуск прошёл штатно. Первый этап строительства космодрома планировалось завершить до 31 октября 2016 года. Ввести в эксплуатацию все объекты космодрома «Восточный» предполагается к концу 2016 года. В августе в городе Циолковский был открыт памятник строителям космодрома.

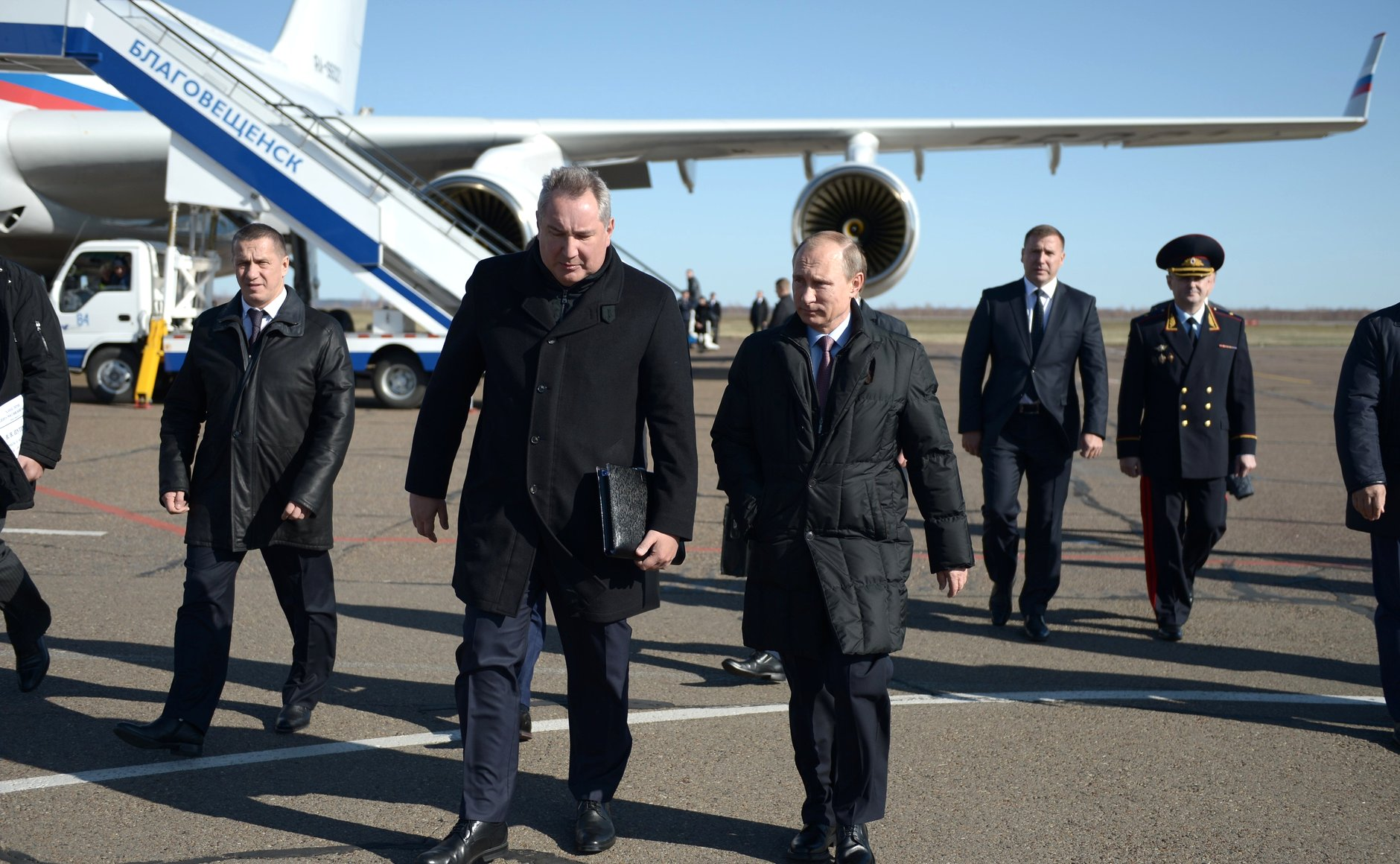
Визит президента России Владимира Путина в 2015 году

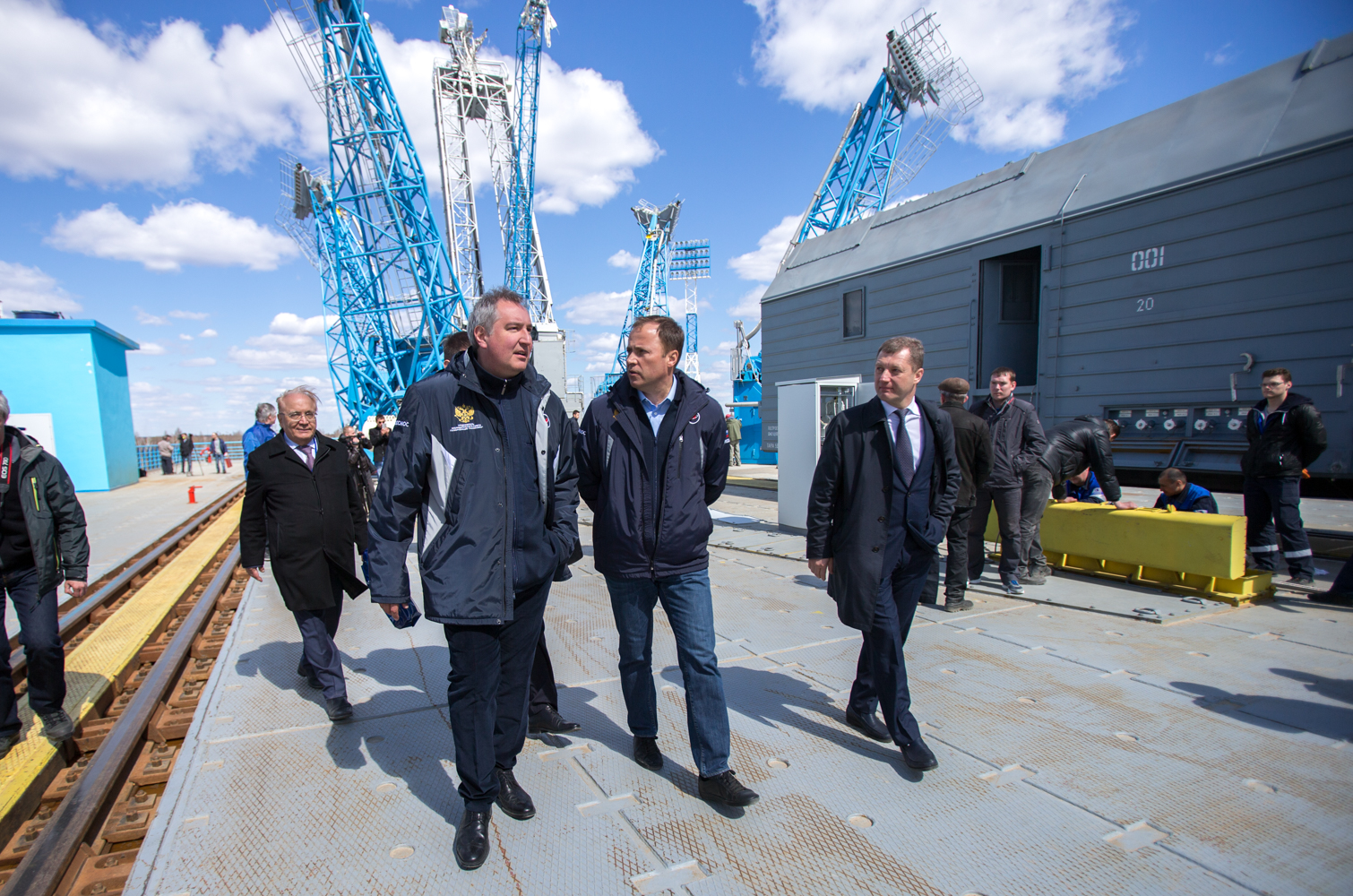
Куратор строительства Дмитрий Рогозин после первого успешного пуска 2016

К марту 2017 года прокуратура закрыла половину из 14 уголовных дел возбуждённых по факту хищения денежных средств в ходе строительства космодрома. В том же месяце в городе Циолковский было завершено строительство административного здания. Позднее были сданы 3 жилых дома и детский сад, а до конца года планировалось сдать ещё 7 домов. Появились 3 улицы имени Королёва, Гагарина и к 2018 году Терешковой.
Вторую очередь строительства планировалось начать со второй половины 2017 года, после выдачи всей проектно-технической документации проектными институтами, а сдать в эксплуатацию в 2021 году.
В июле 2017 было проведено совещание о завершении строительства I очереди объектов космодрома и об организации строительства объектов II очереди, а также готовности наземной космической инфраструктуры космических аппаратов и ракет-носителей к пусковой кампании 2017 года. В августе 2017 года началась подготовка ко второй очереди строительства. В августе Правительство РФ выделило Минстрою 205 млн руб. на проектно-изыскательские работы для проектирования объекта системы внешнего электроснабжения второй очереди строительства космодрома «Восточный». В октябре было начато строительство второго стартового стола под Ангару.

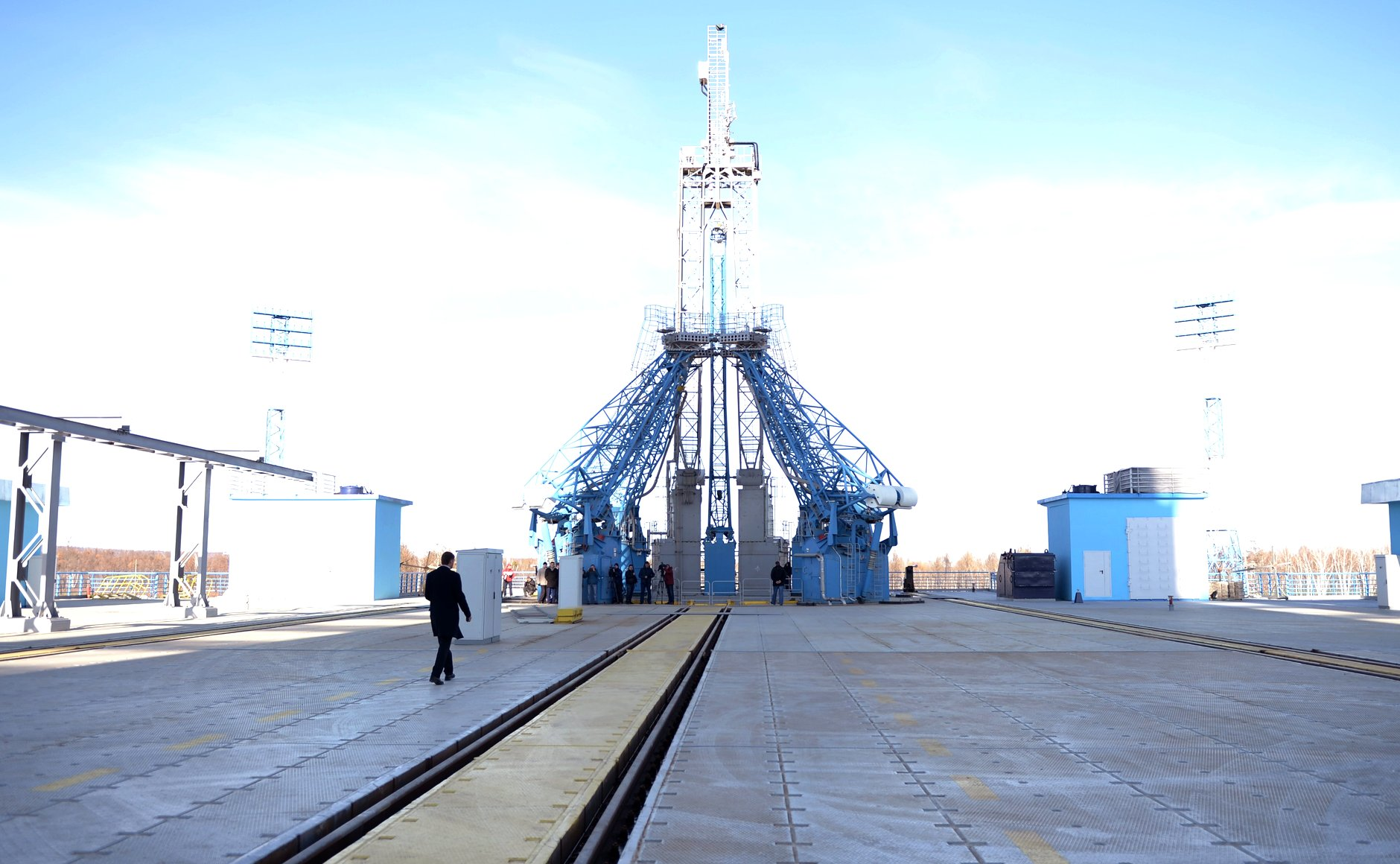
Стартовый комплекс

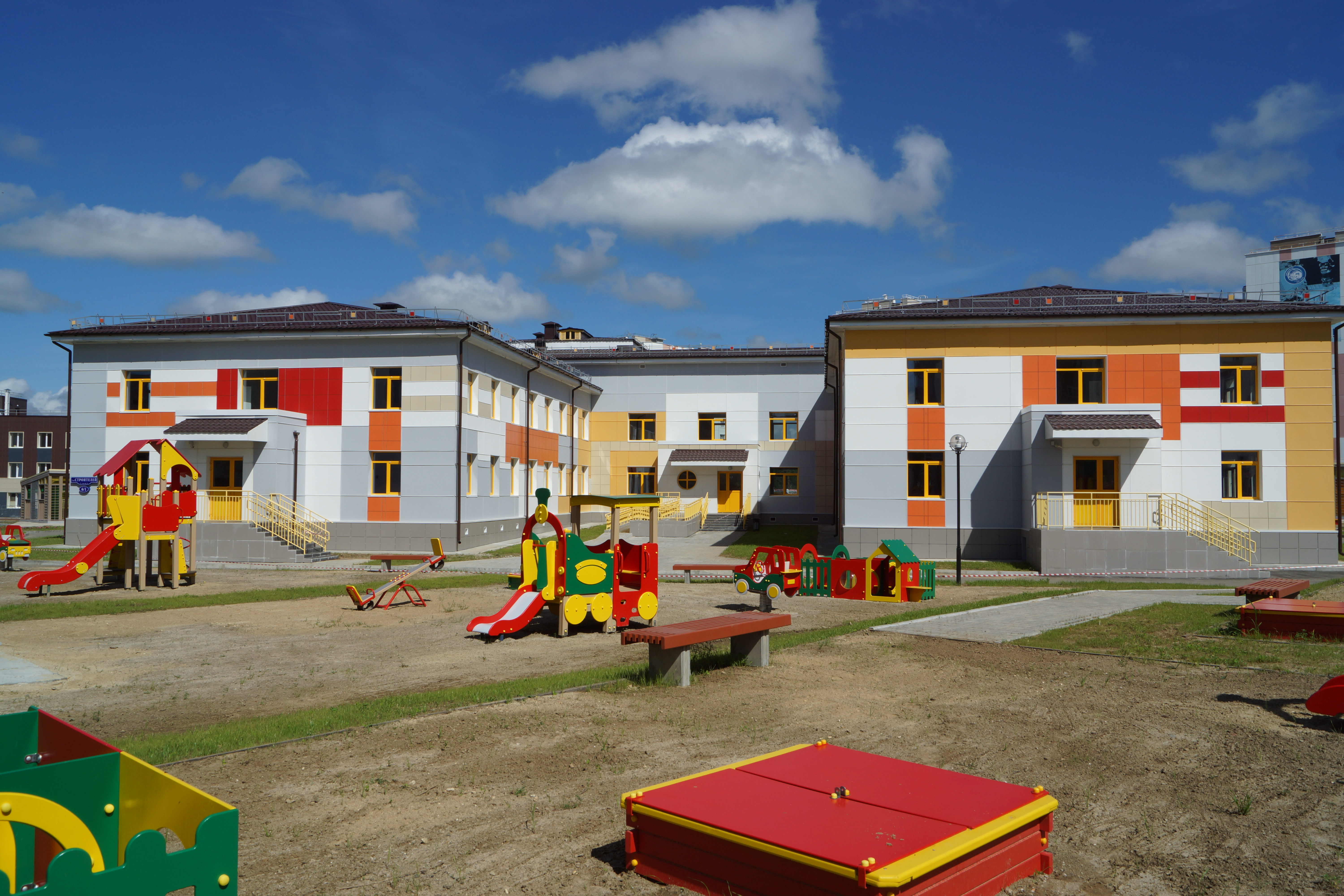
Детский сад микрорайона Звёздный города Циолковский

В 2018 году выяснилось, что заливка бетоном стартового стола космодрома Спецстроем России была выполнена с браком, из-за чего образовались пустоты под основанием стартового комплекса. На их устранение было выделено 4,57 млн рублей: в каждую образовавшуюся полость строители бурят скважины и заливают в них спецраствор, переложены рельсы на пути для движения мобильной башни обслуживания на стартовом столе ракет «Союз». В июле 2018 года завершено расследование по делу о мошенничестве в особо крупном размере главой города Циолковский Николаем Кохно. По версии следствия, он получил 2,2 млн руб. на покупку квартиры за то, что обеспечил получение контракта.
В марте 2019 года на «Восточном» открыта трасса для пусков ракет-носителей «Союз-2» на орбиту с наклонением 51,6 градуса к экватору, которая может использоваться для выведения пилотируемых и грузовых космических кораблей на орбиту Международной космической станции (МКС).

#### Вторая очередь

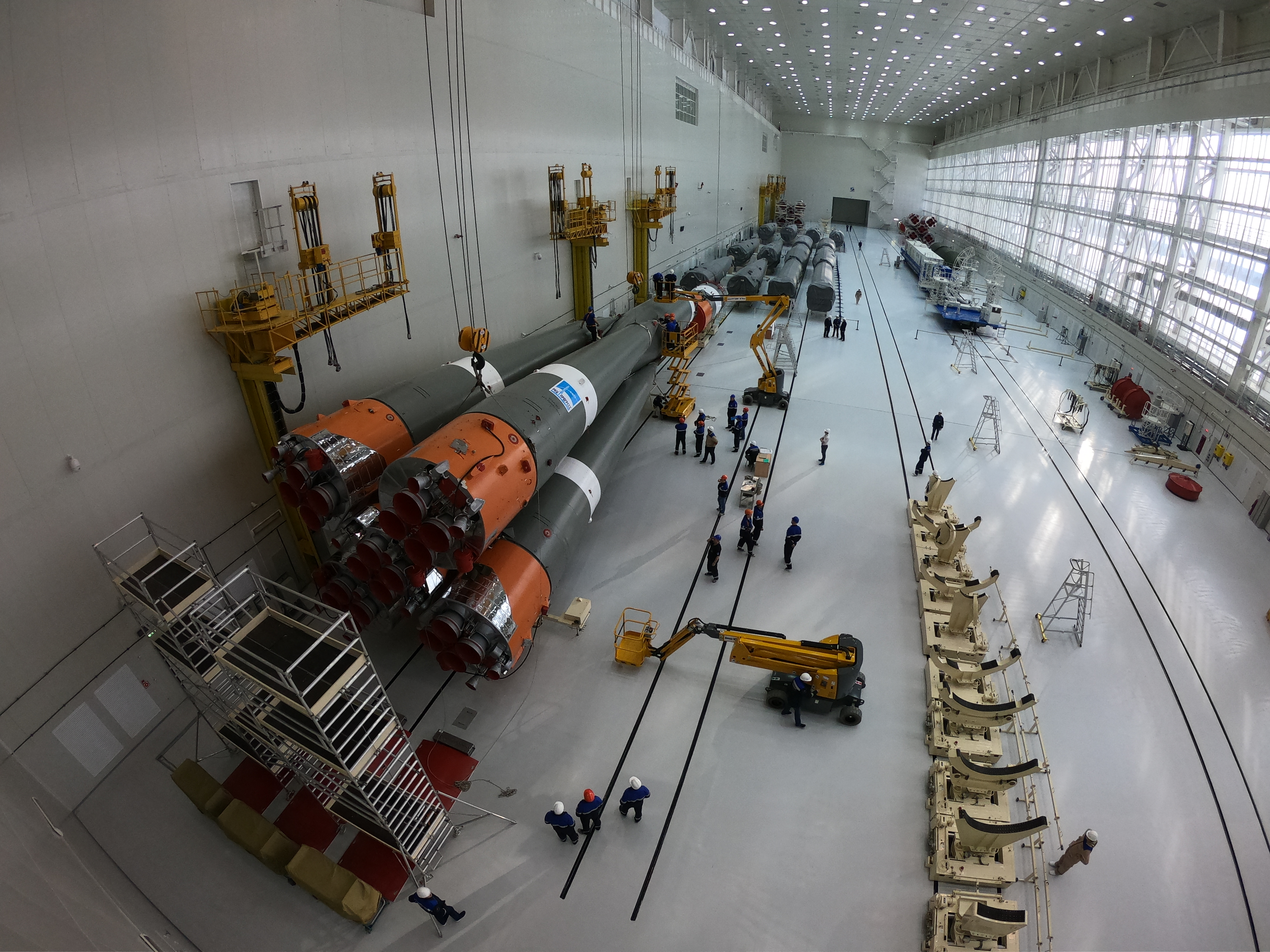
Сборка ракеты-носителя

В начале июня 2019 года была начата выемка грунта на месте строительства второй очереди космодрома. Строительство под второй стартовый стол было начато компанией ПСО «Казань», контракт с которой был заключён в 2018 году, а в январе 2019 его планировали расторгнуть. 10 июля 2020 года на космодром прибыли первые железнодорожные платформы с составными частями пускового стола космического ракетного комплекса «Ангара». Окончание строительных работ запланировано на 2022 год и параллельно должны быть развёрнуты работы по установке технологического оборудования. После чего должны быть произведены комплексные автономные испытания, с тем, чтобы в декабре 2023 года был осуществлён первый полёт ракеты-носителя «Ангара», но запуск перенесли на начало 2024 года. В итоге, первый запуск был осуществлён 11 апреля 2024 года: в космос отправилась тяжелая ракета «Ангара-А5» с разгонным блоком «Орион».

#### Третья очередь

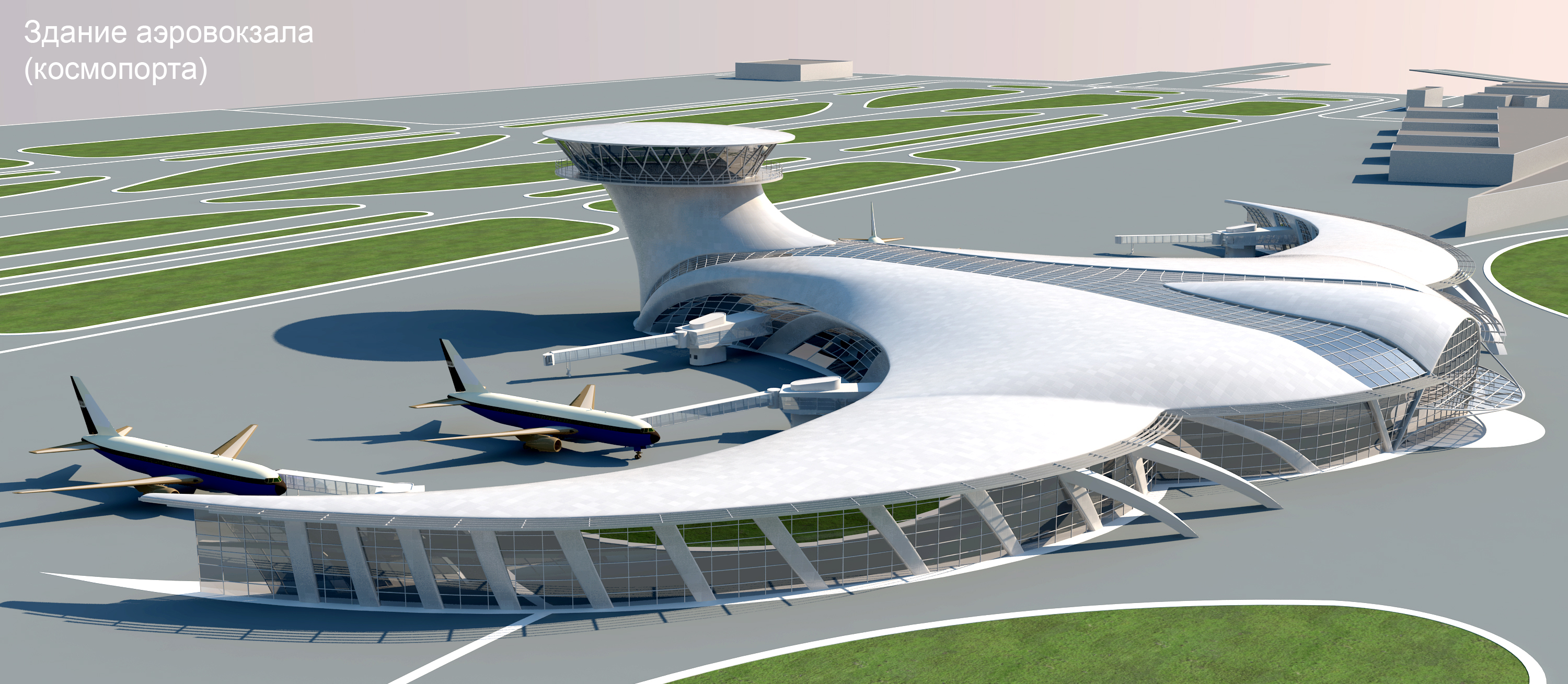
Эскиз аэропорта космодрома «Восточный»

Стартовый стол для «сверхтяжа» РН "Енисей" планировалось построить на космодроме «Восточный» по принципам, реализованным для ракеты-носителя «Энергия» на «Байконуре» (площадка № 250). Возможно, это будет универсальный комплекс стенд-старт, с которого смогут запускаться как ракеты-носители «Союз-5» и «Союз-6» среднего класса, так и несколько объединённых в «пакет» блоков ракет, что позволит собирать носители разной грузоподъёмности, включая сверхтяжёлую ракету. В феврале 2020 года было заявлено, что в целях безопасности будут строить отдельный стартовый стол для пусков ракет-носителей среднего класса «Союз-5» и «Союз-6».
В январе 2021 года глава Роскосмоса Дмитрий Рогозин, после рекомендации РАН приостановить создание сверхтяжелого носителя, сообщил социальной сети, что элементом третьей очереди строительства космодрома Восточный станет возведение стартового стола для «Амура-СПГ». В сентябре того же года Рогозин уточнил, что третья очередь Восточного предназначена исключительно под «Амур-СПГ» и начнет возводиться сразу после завершения второй очереди.

### Стоимость проекта

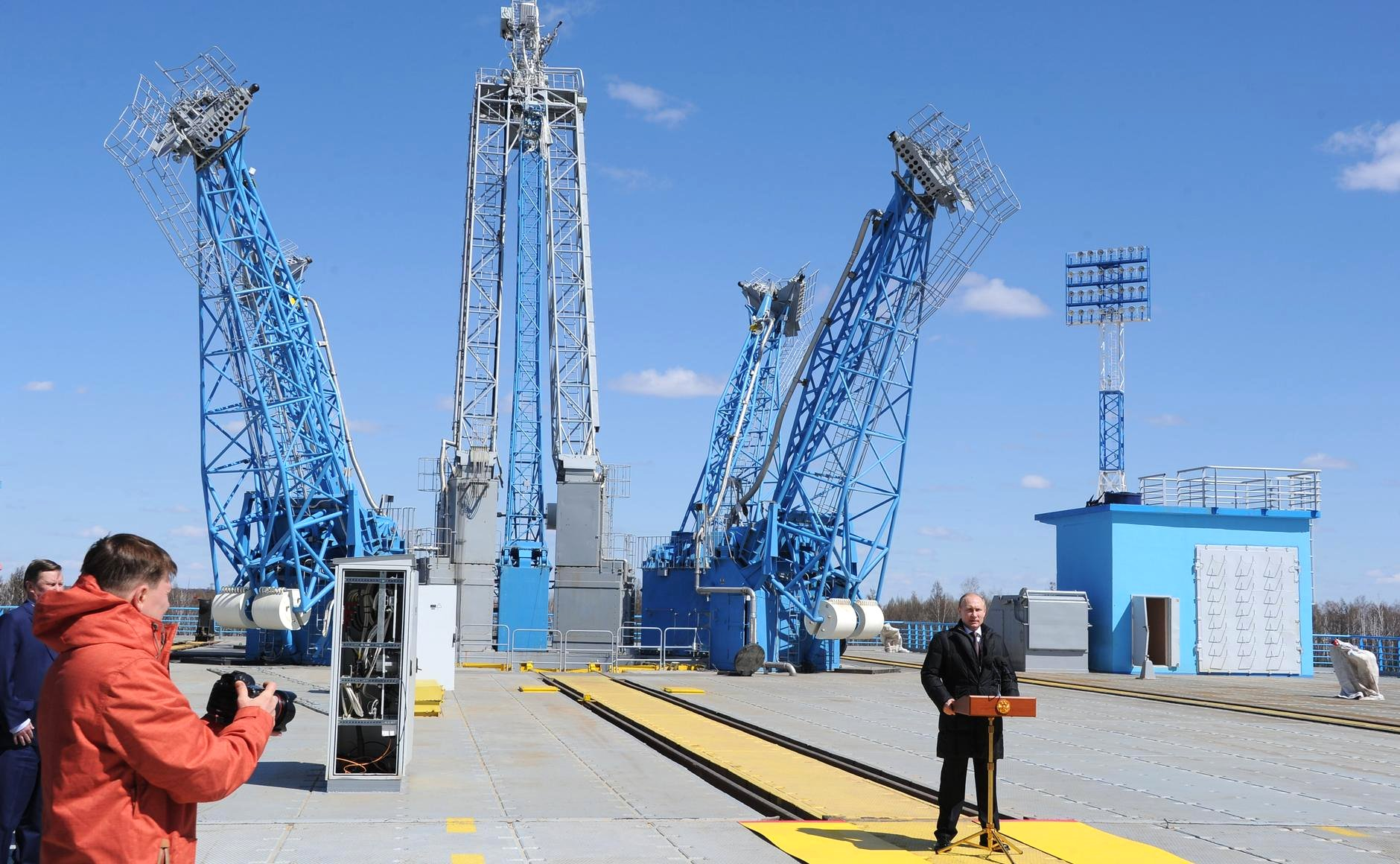
Стартовый комплекс

В 2011 году из федерального бюджета было выделено 1,4 млрд рублей на строительно-монтажные работы линейных объектов космодрома — железные и автодороги, линии электропередач, и промышленной эксплуатационной базы.
На первый этап строительства космодрома из бюджета России был выделен 81 млрд рублей на период до 2015 года, на создание обеспечивающей инфраструктуры космодрома. В рамках федеральной космической программы на космические технологии выделено 92 млрд рублей.

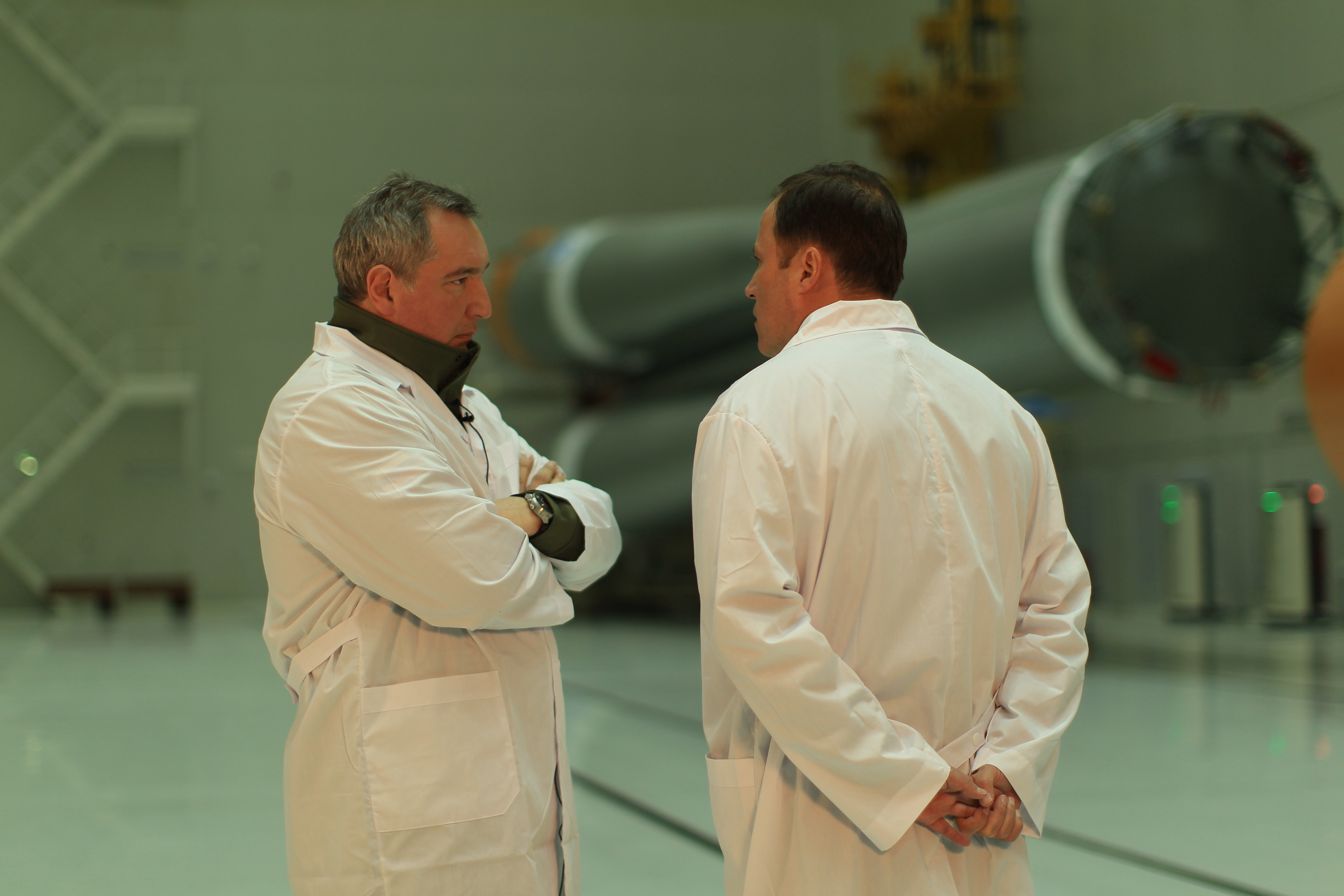
Вице-премьер Дмитрий Рогозин и глава «Роскосмоса» Игорь Комаров на космодроме «Восточный», 2016 год

На 3 ноября 2015 года специалисты Роскосмоса оценивали стоимость пусковой инфраструктуры космодрома «Восточный» в размере 120 млрд рублей, а стоимость всего космодрома — порядка 180 млрд рублей.
На май 2016 стоимость построенных объектов составляет 84 млрд рублей. Для сравнения, это в 4 раза меньше стоимости железной дороги Адлер — Красная Поляна.
Бюджет строительства второй очереди «Восточного» на 2017—2019 годы утверждён в размере 25-30 млрд рублей ежегодно.
Создание технического комплекса для подготовки космических аппаратов с транспортно-энергетическим модулем на основе ядерной энергодвигательной установки мегаваттного класса оценили в 13,2 млрд рублей. Работа над проектной документацией будет производиться с 2025 по 2026 год, а ввод в эксплуатацию назначен на 2030 год.
Всего на строительство космодрома будет потрачено около 300 млрд рублей.

### Коррупционные скандалы

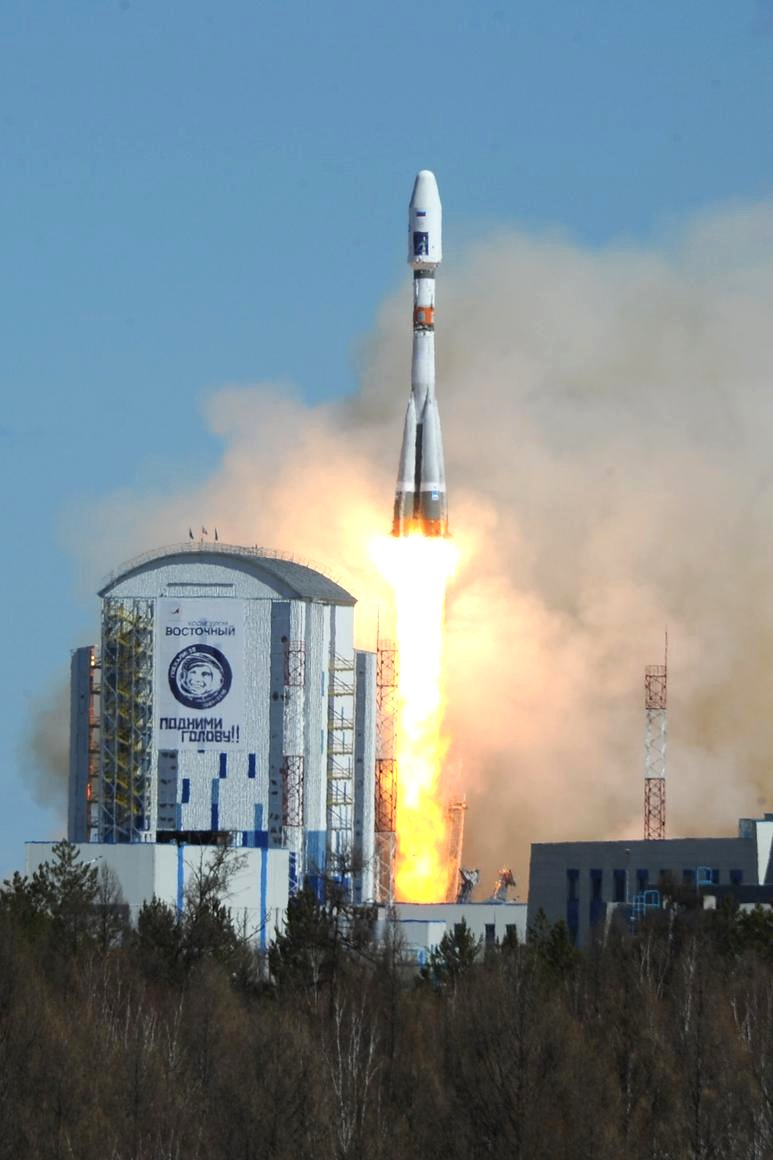
Первый пуск с космодрома Восточный

Строительство космодрома началось в 2012 году и сопровождалось коррупционными скандалами, а также забастовками рабочих из-за задержек зарплаты. Решить эти проблемы было поручено заместителю председателя правительства РФ Дмитрию Рогозину, который в сентябре 2014 года был назначен координатором стройки. За время строительства космодрома Рогозин более 50 раз посещал стройку с рабочими визитами[когда?]

.
В апреле 2015 года общая задолженность по заработной плате составляла более 150 млн рублей. Проблема стояла настолько остро, что строители устраивали голодовку в знак протеста, а вопрос о невыплате зарплат был поднят на «Прямой линии с Владимиром Путиным».
В ноябре 2018 года официальный представитель Генпрокуратуры России Александр Куренной сообщил, что по фактам нарушений при строительстве космодрома возбуждено свыше 140 уголовных дел, а ущерб составил более 10 млрд рублей.
В июне 2021 года был уволен заместитель генерального директора «Роскосмоса» по капитальному строительству Юрий Росляк в связи с «отсутствием контроля за движением бюджетных средств» и возбуждением двух новых уголовных дел.

#### Тихоокеанская мостостроительная компания
По факту хищений более 7,5 млрд рублей были возбуждены уголовные дела по отношению к руководству Тихоокеанской мостостроительной компании (ТМК), выступавшей в качестве строительного подрядчика. Также были возбуждены уголовные дела в отношении других подрядчиков, участвовавших в строительстве космодрома. 29 апреля 2016 года председатель совета директоров ТМК И. Нестеренко был приговорён к 3 годам лишения свободы. Следствием и судом было установлено, что в 2014—2015 годах он организовал хищение денежных средств, принадлежащих ЗАО «ТМК», в сумме почти 104,5 млн рублей.
Виктору Гребневу бывшему главе «Тихоокеанской мостостроительной компании» Уссурийским районным судом Приморья была назначена мера пресечения в виде условного срока. По вине подсудимого компания лишилась нескольких сотен миллионов рублей и задолжала 96 млн рублей рабочим, хотя Роскосмос переводил все деньги в срок. Сергей Юдин бывший председатель совета директоров ТМК был осуждён на 3 года и 4 месяца колонии строгого режима.

#### Спецстрой
5 мая 2017 года «Роскосмос» и дирекция космодрома «Восточный» подали в суд на дальневосточный филиал ликвидируемого Спецстроя России с требованием выплатить 2,3 млрд рублей и покинуть неготовый объект. В течение 2014—2016 годов в системе Спецстроя прошёл ряд арестов по громким уголовным делам, связанным с крупными хищениями, в том числе при строительстве космодрома «Восточный». Под следствием находятся, в частности, начальник одного из управлений ведомства Александр Шашкин, а также бывший глава ФГУП «Дальспецстрой» Юрий Хризман. Во второй половине 2016 года были арестованы два заместителя директора Спецстроя — Александр Загорулько и Александр Буряков.
В конце января 2019 года стало известно о гибели бывшего главы «Дальспецстроя» Дмитрия Савина, который курировал строительство космодрома «Восточный».

#### ВИП-Стройинжиниринг
Глава компании Сергей Дягтярев был осуждён на 8 лет тюрьмы в 2015 году за хищение 1,3 млрд руб. при строительстве космодрома. Вышел на свободу в апреле 2019 года и снова стал фигурантом уголовного дела о мошенничестве в особо крупном размере при строительстве «Нижегородского завода 70-летия Победы».

## Инфраструктура
Запланировано[когда?]

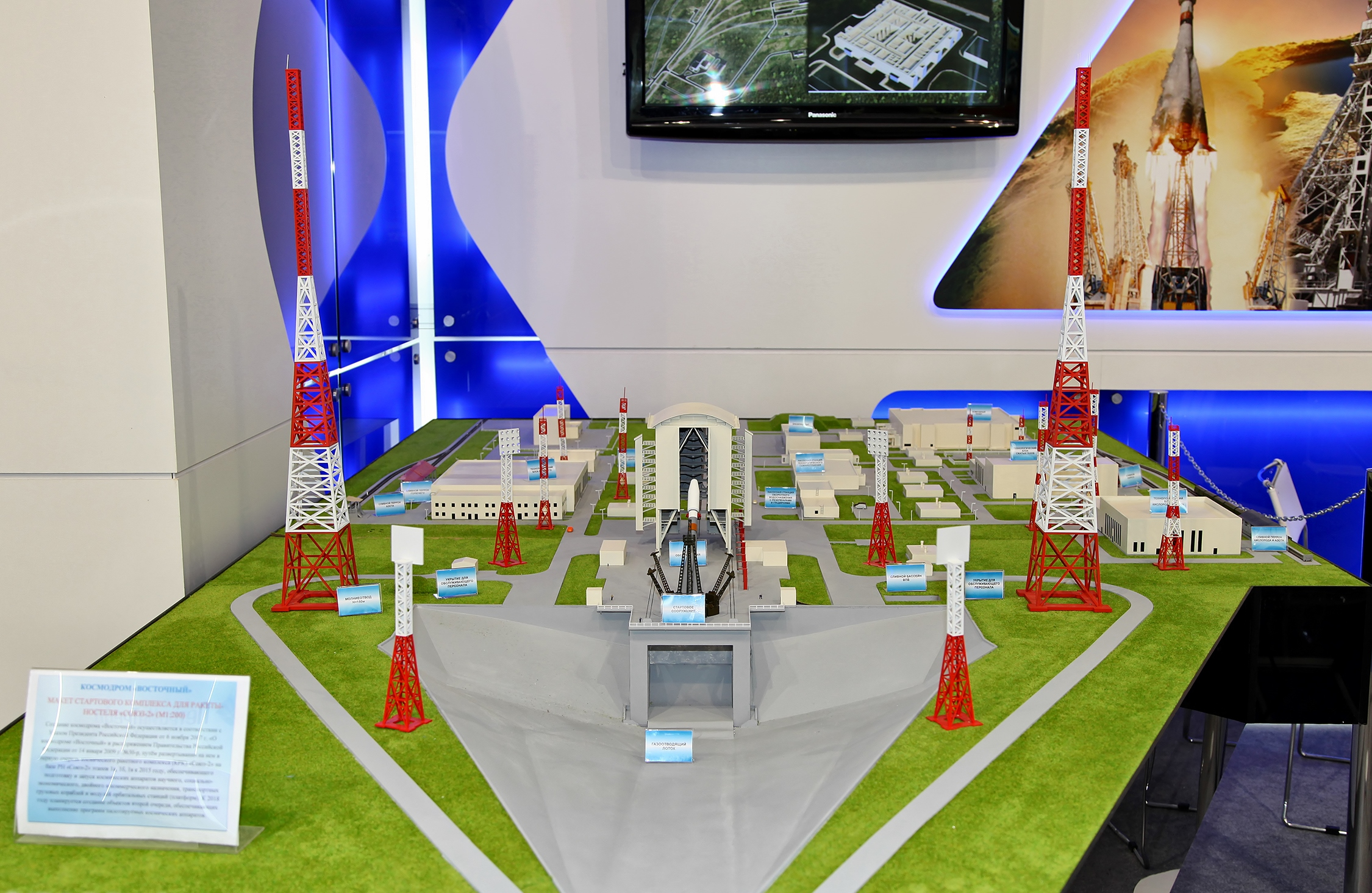
Макет стартового комплекса для ракеты-носителя «Союз-2» на космодроме «Восточный»

 строительство технических и обеспечивающих площадок:
- стартовый комплекс ракеты-носителя среднего класса повышенной грузоподъёмности (до 20 тонн) в составе двух пусковых установок;
- монтажно-испытательные корпуса для испытаний и подготовки к запуску автоматических КА и пилотируемых космических кораблей;
- комплекс эксплуатации районов падения отделившихся частей ракет-носителей, в том числе материально-технические склады, убежища для персонала и техники, посадочно-вертолетная площадка, а также места стоянки для вертолётов, зоны авиатопливообеспечения и разгрузочного терминала[70];
- объекты для предполётной и предстартовой подготовки космонавтов;
- кислородно-азотный и водородный заводы;
- современный измерительный комплекс, в том числе морской[71];
- аэродромный комплекс для приёма всех типов самолётов[72];
- внутрикосмодромные автодороги, железные дороги;
- объекты инженерного обеспечения: миникотельные, водозаборные и очистные сооружения, все виды связи, объекты МЧС России;
- различные складские, перегрузочные и ремонтные объекты;
- город для проживания эксплуатационного персонала космодрома с необходимыми медицинскими, социально-бытовыми, торговыми, культурно-развлекательными и спортивными объектами.
- газификация объектов космодрома

### Стартовые комплексы

#### Для ракет «Союз» (первая очередь строительства космодрома)

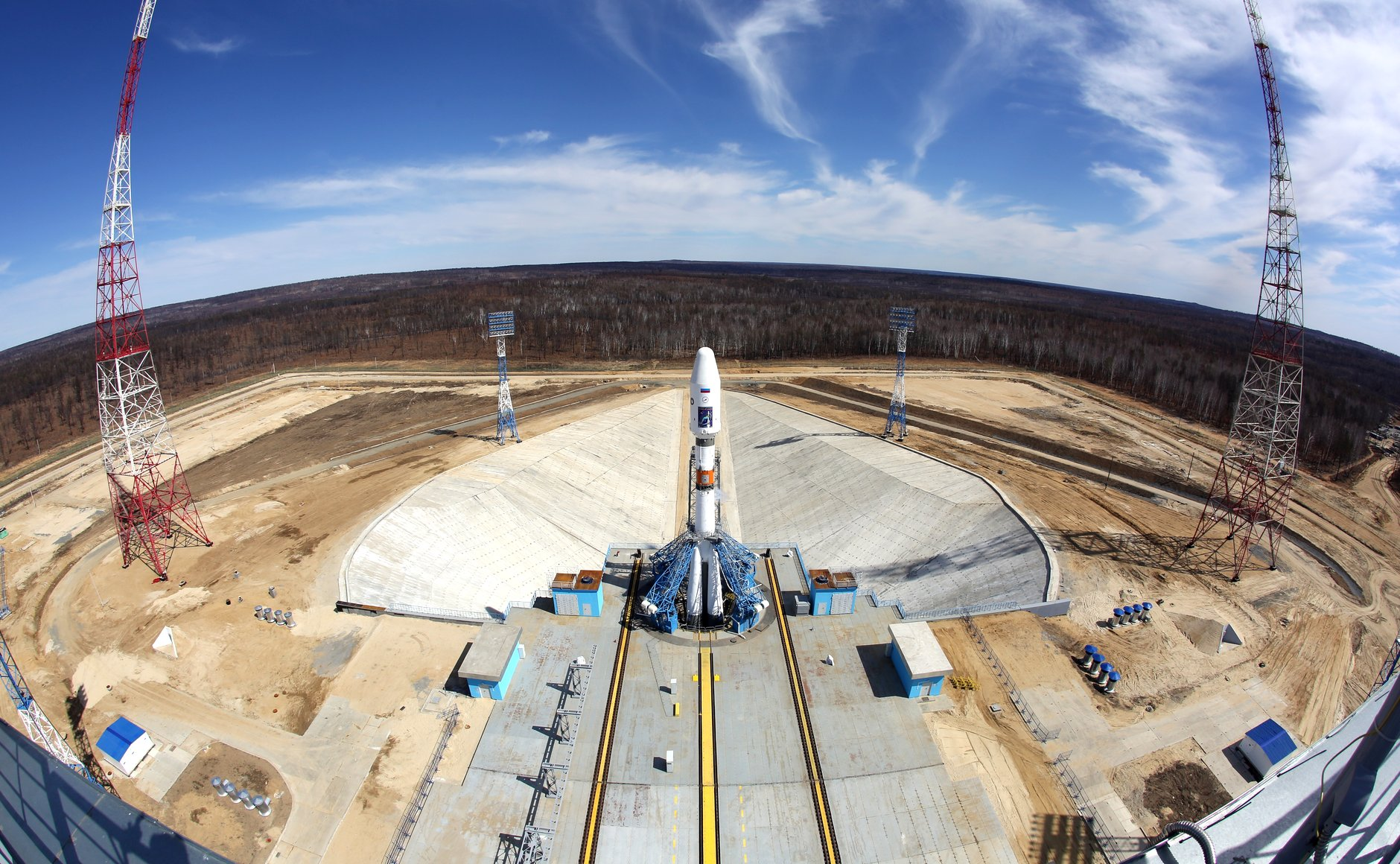
Первая ракета «Союз-2.1а» на стартовой площадке космодрома

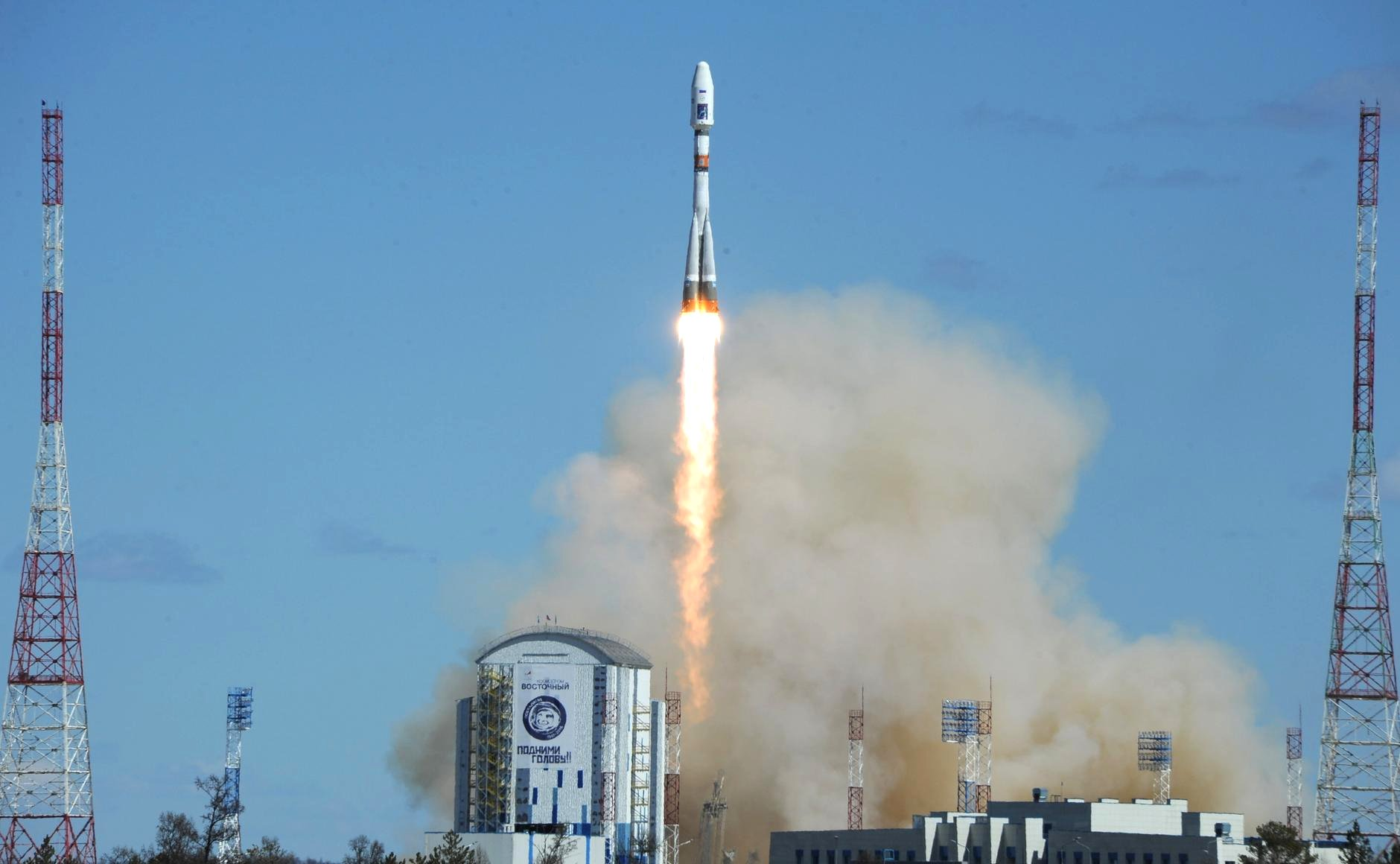
Первый запуск с космодрома «Восточный»

Стартовый комплекс «Площадка 1С» для ракет лёгкого и среднего классов «Союз-2» был построен и испытан к марту 2016 года, с него и был произведён самый первый пуск с космодрома. По состоянию на март 2019 года, комплекс 1С может быть использован для запусков автоматических аппаратов к МКС, имеющей наклон орбиты 51,63°, с помощью ракет «Союз-2.1а» и «Союз-2.1б». Для падения отработанных ступеней отведены районы, расположенные в Хабаровском крае и Охотском море; также, в Зейском районе Амурской области, в 25—30 км от ближайшего населённого пункта (с учётом требований безопасности), обозначен район для падения ступеней ракет-носителей, в связи с появлением новой трассы для запусков ракет-носителей с космодрома «Восточный» в летне-осенний период.
Мобильная башня обслуживания комплекса позволяет проводить все работы по подготовке к старту в сложных климатических условиях; она имеет высоту 52 м, вес 1600 т, состоит из семи ярусов. 
Доставка ракеты «Союз-2» на расстояние в 4,5 километра — от монтажно-испытательного корпуса (МИК) до стартовой площадки — производится с помощью транспортно-установочного агрегата, произведённого на заводе «Тяжмаш».
С 2016 по 2022 год Роскосмос перевёл стартовый комплекс для ракет-носителей «Союз-2» на использование ракетного топлива Нафтил (РГ-1) вместо керосина марки Т-1.

#### Для ракет «Ангара» (вторая очередь строительства космодрома)
Фактическое строительства второй очереди началось 30 мая 2019 года и полностью закончится в 2025 году. Строительство площадки завершено в ноябре 2023 года, после чего были начаты лётно-конструкторские испытания. Первый пуск произведён с помощью ракеты-носителя «Ангара-А5». В дальнейшем стартовый стол будет подвергнут модернизации (до ноября 2025 года) для обеспечения запусков «Ангары-А5В» в 2027 году. Контракт на строительство заключён с ПСО «Казань» в мае 2017 года. Стоимость строительства оценивается в 38,7 млрд рублей, общая площадь участка стартового комплекса — 89 га. Стоимость технологического оборудования оценивается в 27,5 млрд рублей. Согласно конкурсной документации, на космодроме построят один стартовый стол для РКН «Ангара», который должен обеспечивать не менее 10 пусков в год.
Пусковой стол для стартового комплекса ракеты-носителя «Ангара» за два месяца доставили на космодром «Восточный» по Северному морскому пути.

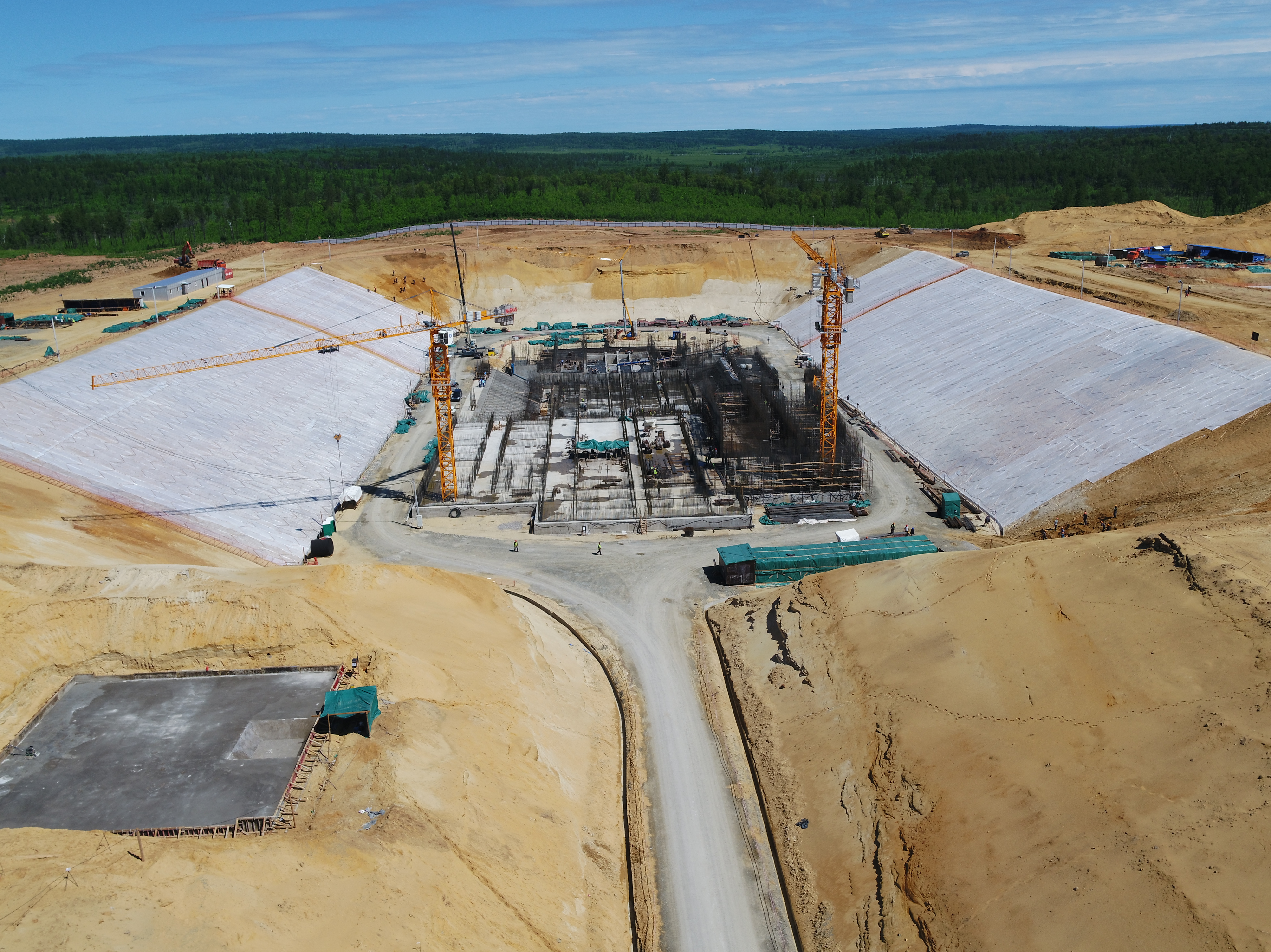
Строительство второй очереди космодрома

#### Для ракет «Амур-СПГ» (третья очередь строительства)
Первоначально под третьей очередью предполагалось строительство стартового комплекса для ракет «Союз»-5/6 и сверхтяжёлого «Енисея».
В январе 2021 года глава Роскосмоса Дмитрий Рогозин, после рекомендации РАН приостановить создание сверхтяжёлого носителя, сообщил в социальной сети, что возведение стартового стола для «Амура-СПГ» станет элементом третьей очереди строительства космодрома «Восточный». В сентябре того же года Рогозин сообщил, что третья очередь «Восточного» предназначена исключительно под «Амур-СПГ» и начнет возводиться сразу после завершения второй очереди.

### Комплекс средств измерений, сбора и обработки информации (КСИСО)
Обеспечивает траекторные измерения движения ракеты-носителя с космическим аппаратом. В состав КСИСО космодрома «Восточный» входит Восточный командно-измерительный пункт. В КСИСО помимо этого входят мультисервисная система связи и передачи данных наземного автоматизированного комплекса управления космическими аппаратами, мобильные измерительные пункты (МИП), морской измерительный комплекс и ряд привлекаемых командно-измерительных пунктов в регионах России. Системы и аппаратура КСИСО разрабатывалась «Российскими космическими системами». Комплекс сдан в эксплуатацию 29 сентября 2016 года.

### Аэродромный комплекс
Планирование строительства аэропорта для всех типов судов, который планируется построить в 10 км от стартовой площадки космодрома, начнётся с 2020 года. Как сообщено 28 апреля 2016 года, «Роскосмос» предложит перераспределить средства федеральной целевой программы «Развитие российских космодромов» таким образом, чтобы в ближайшее время начать строительство аэропорта космодрома «Восточный».

### Измерительный корабельный комплекс
Мобильные измерительные пункты, которые будут созданы и испытаны до 25 ноября 2022 года. Они будут базироваться на судах морского и океанического классов.

### Наземный измерительный пункт
На острове Сахалин в городе Поронайск будет построен наземный измерительный пункт. С его помощью будут отслеживаться запуски с космодрома «Восточный» существующих и перспективных ракет-носителей, а также пилотируемых кораблей нового поколения. Строительство планируется завершить 25 ноября 2021 года.

### Газификация космодрома
В 2019 году компания «Газпром» завершила сооружение и готовит к вводу в эксплуатацию газопровод-отвод с газораспределительной станцией (ГРС) к городу Циолковскому. Продолжается работа, связанная со строительством межпоселкового газопровода от этой ГРС. Он позволит обеспечить газом городскую котельную и объекты космодрома «Восточный».

### Вакуумная установка
Вакуумная установка предназначена для обеспечения испытаний герметичности агрегатов, систем и отсеков космических аппаратов и пилотируемых транспортных кораблей. Её диаметр более 9 м, а длина 14 м. Расположена в складе блоков унифицированного технического комплекса.

## Транспортировка элементов ракет-носителей воздушным путём
23 апреля 2019 года стало известно, что ПАО «Ил» в 2018 году разработал эскизный проект самолёта Ил-96-500Т с увеличенным фюзеляжем для перевозки негабаритных грузов на космодром Восточный. В качестве примера грузов, которые можно будет перевозить внутри фюзеляжа новой модификации Ил-96, указаны универсальный ракетный модуль (УРМ), используемый в ракетах семейства «Ангара», головной обтекатель тяжёлого носителя «Ангара-А5В», пилотируемый космический корабль или его система аварийного спасения. Конструктивно предлагаемая модификация отличается от других версий Ил-96 увеличенной верхней частью фюзеляжа (надстройкой), откидной головной частью (аналогично Ан-124), дополнительными опорами в передней части самолёта и выдвижным грузовым трапом. Всего «Ил» планирует выпустить с 2026 по 2034 год 16 самолётов нового типа. Шесть из них предполагается передать Минобороны РФ, шесть — коммерческим заказчикам (через лизинговую «Ильюшин финанс ко»), ещё четыре будут построены в интересах Роскосмоса и российско-китайской кооперации по широкофюзеляжному дальнемагистральному самолёту CR929. Себестоимость опытного самолёта, включая научно-исследовательские и опытно-конструкторские работы, подготовку производства, испытания и сертификацию, оценивается в 30,3 млрд рублей. Себестоимость серийного самолёта при серии от пяти единиц — в 12 млрд рублей, период окупаемости при коммерческой эксплуатации — 10-12 лет. По расчётам специалистов, реализовать проект можно за пять — семь лет, поскольку он базируется на уже выпускаемом самолёте Ил-96-400. Этот задел, как ожидается, существенно сэкономит время и средства при создании Ил-96-500Т.
Авторы проекта проанализировали зарубежный опыт транспортировки ракетно-космической техники с помощью воздушного транспорта (Airbus Beluga и Boeing 747-400LCF) и пришли к выводу, что оптимальным решением для транспортировки изделий РКТ тяжёлого и сверхтяжёлого класса и других негабаритных грузов является разработка нескольких экземпляров специализированных самолётов-носителей на базе одного из существующих пассажирских самолётов-низкопланов. При этом находящиеся в эксплуатации Ан-124 «Руслан» (как и другие высокопланы) плохо приспособлен для перевозки ступеней ракет-носителей, разгонных блоков и других относительно лёгких, но габаритных изделий РКТ.
- 23 апреля 2019 года в Роскосмосе заявили о заинтересованности проектом Ил-96-500Т и выразили надежду, что самолёт будет готов в заявленный срок[97]. 25 апреля в Центре им. Хруничева (разработчик и производитель «Ангары») сообщили СМИ, что несмотря на то, что перевозка «Ангары» на космодром изначально планировалась железнодорожным транспортом, создание специального самолёта расширит возможности по доставке частей ракет-носителей[98].
- 26 августа 2019 года представитель Экспериментального машиностроительного завода Мясищева Артём Арутюнов на евразийском аэрокосмическом конгрессе сообщил, что разработка самолёта Ил-96 для перевозки на космодром Восточный блоков для сверхтяжёлой ракеты приостановлена: в соответствии с требованиями ОАК был подготовлен пакет документов для инициации проекта, но с начала года работа была приостановлена, никакого эскизного и технического проекта подготовлено не было, речь шла о концептуальном проектировании[99].

## Подготовка кадров
- Организована подготовка специалистов аэрокосмических специальностей в Амурском государственном университете[100][101], Московском авиационном институте[102] и Южно-Уральском государственном университете со сроком их первого выпуска в 2014 году[103][104].
- С 2012 года начата подготовка выпускников амурских школ в Московском государственном техническом университете им. Н. Э. Баумана[104].
- 1 сентября 2012 года началось обучение специалистов для различных служб космодрома на базе Благовещенского государственного педагогического университета[104][105].
- С 2013 года организована подготовка для нужд строительства объектов космодрома специалистов среднего и начального профессионального образования на базе государственных образовательных учреждений области. К подготовке рабочих кадров и специалистов для нужд строительной отрасли будут привлечены восемь государственных образовательных учреждений Амурской области[104].

## Эксплуатация

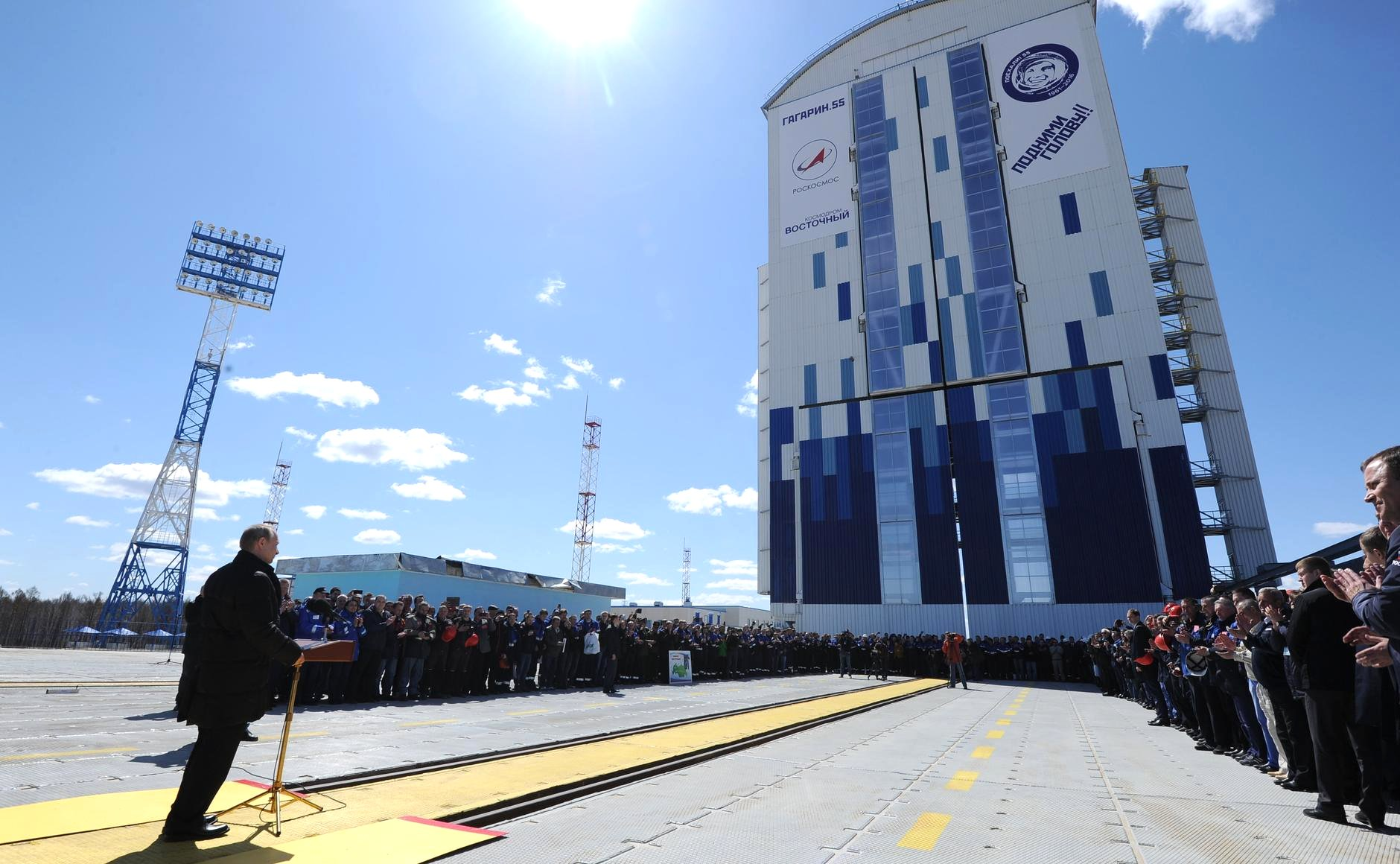
Выступление Владимира Путина в день первого запуска

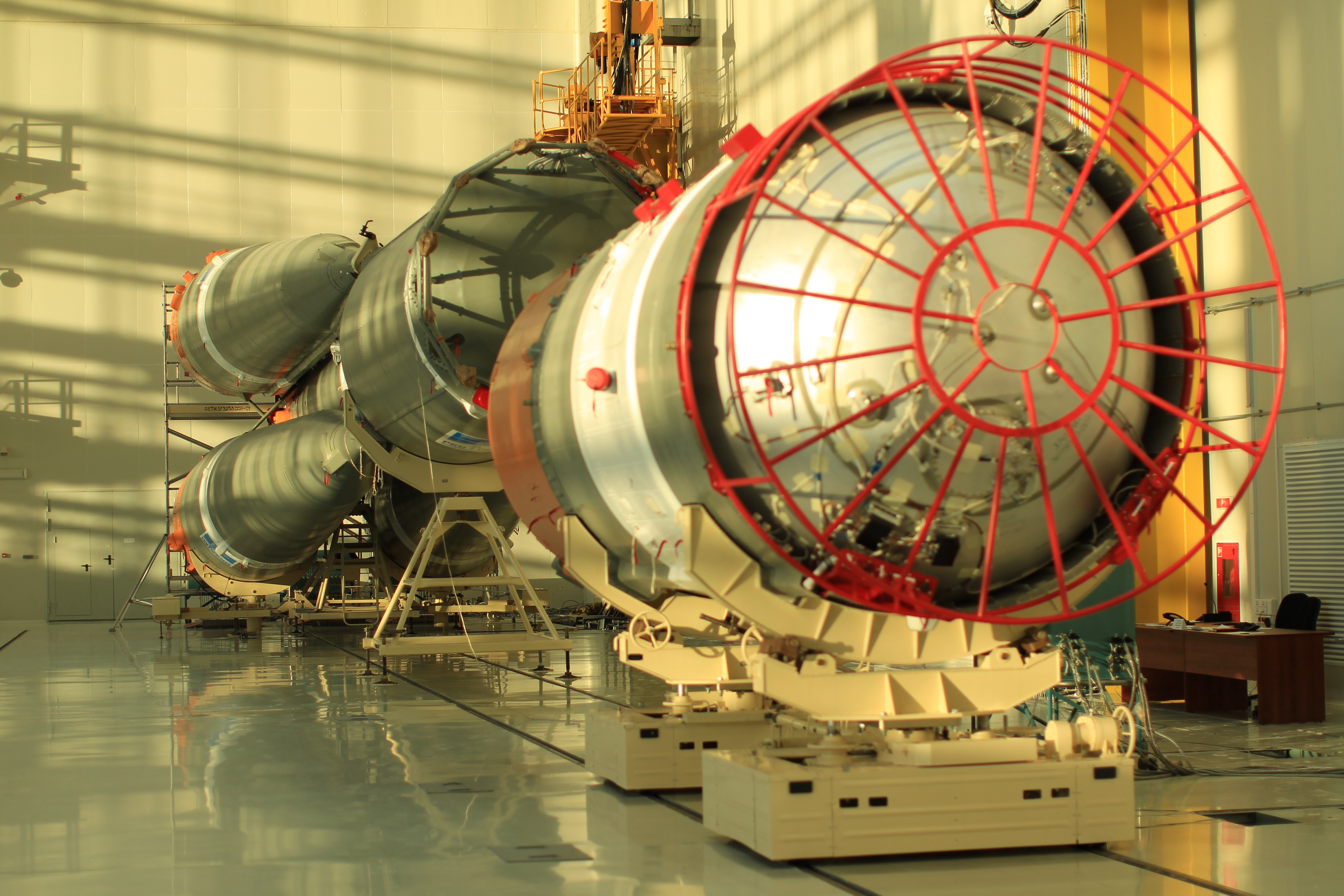
Ракета-носитель Союз 2.1а во время сборки на космодроме «Восточный»

Первый пуск ракеты-носителя планировался на 25 декабря 2015 года. По решению президента РФ В. Путина в связи с неготовностью ряда объектов космодрома, первый пуск был перенесён на весну 2016 года.
Запуск 27 апреля 2016 года был отменён автоматической системой старта из-за отсутствия ответного сигнала в системе управления ракеты-носителя и был отложен на сутки.
Первый запуск с «Восточного» состоялся 28 апреля 2016 года.
Ракета-носитель Союз-2.1а c блоком выведения «Волга» вывела на орбиту три космических аппарата: «Михайло Ломоносов», «Аист-2Д» и наноспутник «СамСат-218». Первый запуск был застрахован на 1,84 млрд рублей.

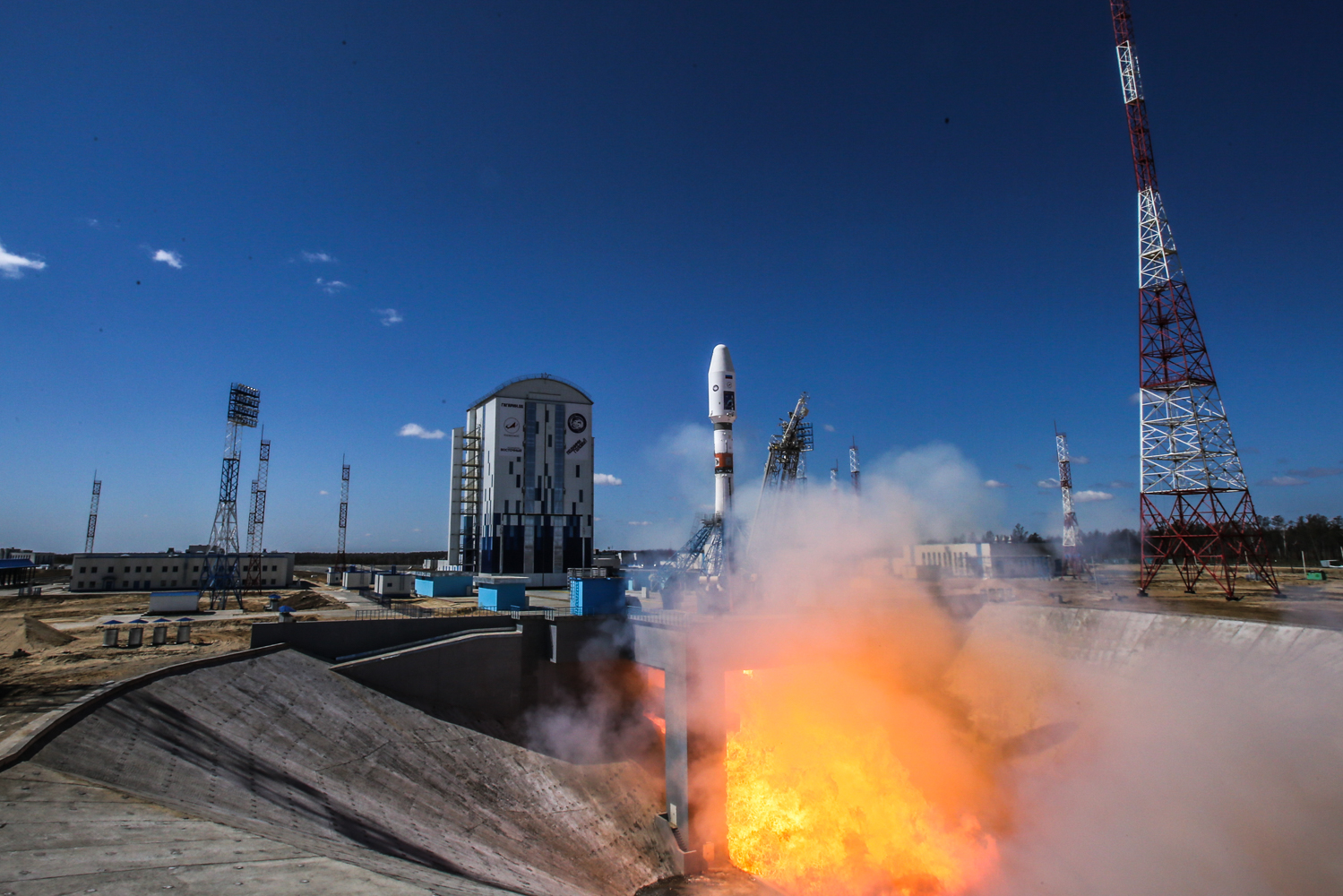
Первый пуск с космодрома

Следующий пуск состоялся 28 ноября 2017 года. Была запущена ракета-носитель Союз-2.1б/Фрегат со спутником «Метеор-М № 2-1», но на целевую орбиту он так и не вышел.
В 2018 году было осуществлено 2 пуска: 1 февраля и 27 декабря ракетой-носителем Союз-2.1а/Фрегат.
Следующие два года подряд производилось по одному пуску в год. Первый 5 июля 2019 года ракетой-носителем Союз-2.1б/Фрегат, второй 18 декабря 2020 года ракетой-носителем Союз-2.1б/Фрегат были выведены (36 спутников) компании OneWeb.
В 2021 году осуществлено 5 коммерческих пусков со спутниками компании OneWeb. Ракетой-носителем Союз-2.1б/Фрегат.
С 2021 года с «Восточного» также планировалось начать пуски РН «Ангара-А5П» и «Ангара-А5В». В мае 2017 года появилась информация, что Роскосмос отказался от создания ракеты-носителя «Ангара-А5П» и строительства пилотируемой инфраструктуры на космодроме Восточный, однако 27 ноября 2017 года Дмитрий Рогозин подтвердил прежние планы о начале пусков «Ангары» с «Восточного» с 2021 года. Впоследствии первый пуск «Ангары» был перенесён на вторую половину 2023 года, а позже и на начало 2024 года.
Несмотря на то, что с самого начала космодром позиционировали как гражданский, ещё в 2017 году Дмитрий Рогозин сообщал о том, что планируется использовать его совместно с Министерством обороны, на случай проблем с запусками с космодрома Байконур.

### Климат

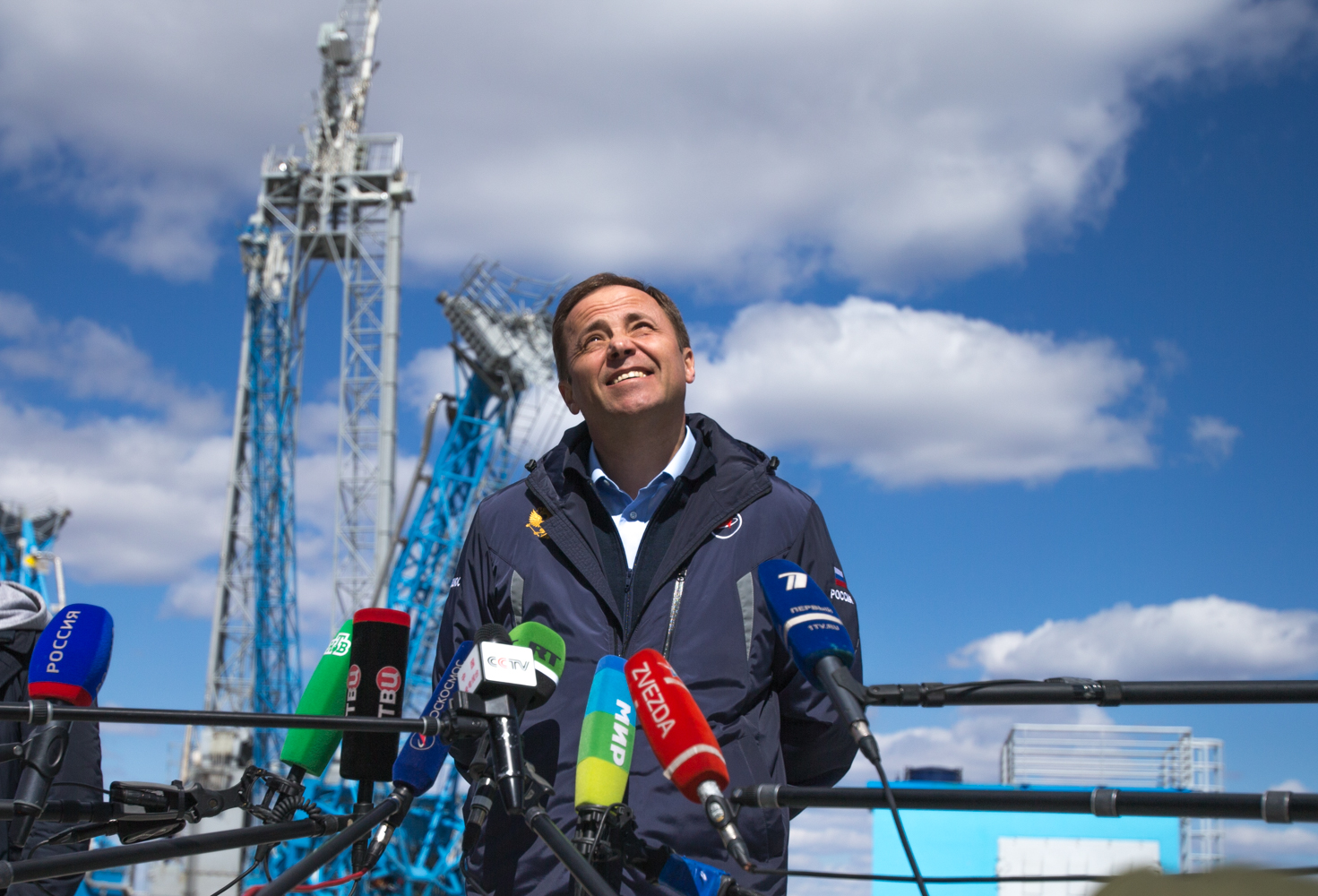
Глава Госкорпорации Роскосмос в 2015—2018 гг. Игорь Комаров после первого пуска с космодрома

Климат муссонный. Среднемесячная температура января составляет −25,6 °С. Температура может опускаться ниже −40 °С. Абсолютный минимум многолетних наблюдений −49,0 °С. Среднемесячная температура июля +20,6 °С. Абсолютный максимум многолетних наблюдений +39,1.
Дата первого мороза — 3 октября, первые заморозки — в начале сентября. Дата последнего мороза — 5 апреля, последние заморозки — в конце мая. В переходный период (апрель—май) эпизодически отмечаются сильные ветры до 20 м/с. В зимнее время ветер слабый. Среднегодовой фон атмосферного давления выше нормы, влажность воздуха 50—60 %, в течение года наблюдается не менее 310 солнечных дней. С ноября по март преобладает солнечная погода, осадки в этот период года выпадают редко и в небольшом количестве. Лето (июнь—август) дождливое, с большим количеством осадков и высокой влажностью воздуха. Грозы с мая по сентябрь. Ветер 12 м/с дует всего 7-8 дней в году, а ветер 24 м/с явление редкое.
Собственная метеостанция космодрома ещё строится. Климатическая таблица по данным ближайшей метеостанции Шимановск (35 км северо-западнее города Циолковский):
| Показатель                                                                                              | Янв.  | Фев.  | Март  | Апр.  | Май  | Июнь | Июль | Авг. | Сен. | Окт. | Нояб. | Дек.  | Год  |
| --- | ----- | ----- | ----- | ----- | ---- | ---- | ---- | ---- | ---- | ---- | ----- | ----- | ---- |
| Абсолютный максимум, °C                                                                                 | −1    | 2,7   | 17,0  | 26,7  | 34,0 | 39,1 | 37,4 | 35,0 | 32,6 | 27,4 | 11,0  | 0,0   | 39,1 |
| Средний суточный максимум, °C                                                                           | −18,5 | −12,8 | −3,8  | 7,8   | 17,0 | 23,9 | 25,9 | 23,3 | 16,6 | 6,1  | −8,6  | −17,8 | 5,0  |
| Средняя температура, °C                                                                                 | −25,6 | −20,6 | −10,5 | 2,0   | 10,4 | 17,5 | 20,1 | 17,4 | 10,0 | −0,3 | −14,7 | −24,1 | −1,5 |
| Средний суточный минимум, °C                                                                            | −32,5 | −28,9 | −19,4 | −5,4  | 2,2  | 9,2  | 13,2 | 10,6 | 2,8  | −7,2 | −21,4 | −30,4 | −8,9 |
| Абсолютный минимум, °C                                                                                  | −49   | −46,1 | −37,2 | −23,9 | −8,5 | −2   | 1,2  | −0,5 | −10  | −24  | −37,7 | −48,9 | −49  |
| Норма осадков, мм                                                                                       | 6     | 8     | 10    | 29    | 38   | 79   | 126  | 84   | 63   | 25   | 17    | 11    | 496  |
| Источник: Шимановск, Российская федерация. «Архив климатических данных». Архивировано 15 мая 2012 года. |       |       |       |       |      |      |      |      |      |      |       |       |      |

### Состоявшиеся запуски
На 1 августа 2025 года с космодрома осуществлено 20 пусков, в том числе: семейство "Союз" – 19, семейство "Ангара" – 1;
- успехи: при запуске – 20, при достижении стабильной орбиты – 19, при достижении назначенной миссии – 18;
- потери: при достижении стабильной орбиты – второй пуск (2017), при достижении назначенной миссии – станция "Луна-25" (2023).

- Союз-2.1а
- Союз-2.1б
- Ангара-А5

### Планируемые запуски
В 2025 году должен состояться первый пилотируемый пуск с площадки 1А космодрома Восточный — экипаж на новом корабле «Орёл» будет выведен в космос с помощью ракеты «Ангара-А5П».

## Поисковые группы
В задачи группы обеспечения эксплуатации районов падения АО «ЦЭНКИ» входит оповещение населения в пределах района падения, предстартовый облёт с эвакуацией охотников и прочих лиц, находящихся в районах падения, предпусковое экологическое обследование и документирование. Кроме этого, специалисты проводят послепусковое экологическое обследование, поиск и эвакуацию отделяющихся частей.
Во время пусков с космодрома группы обеспечения разворачиваются в Тындинском и Зейском районах Амурской области, а также в Алданском и Вилюйском районах Якутии.

## Значение

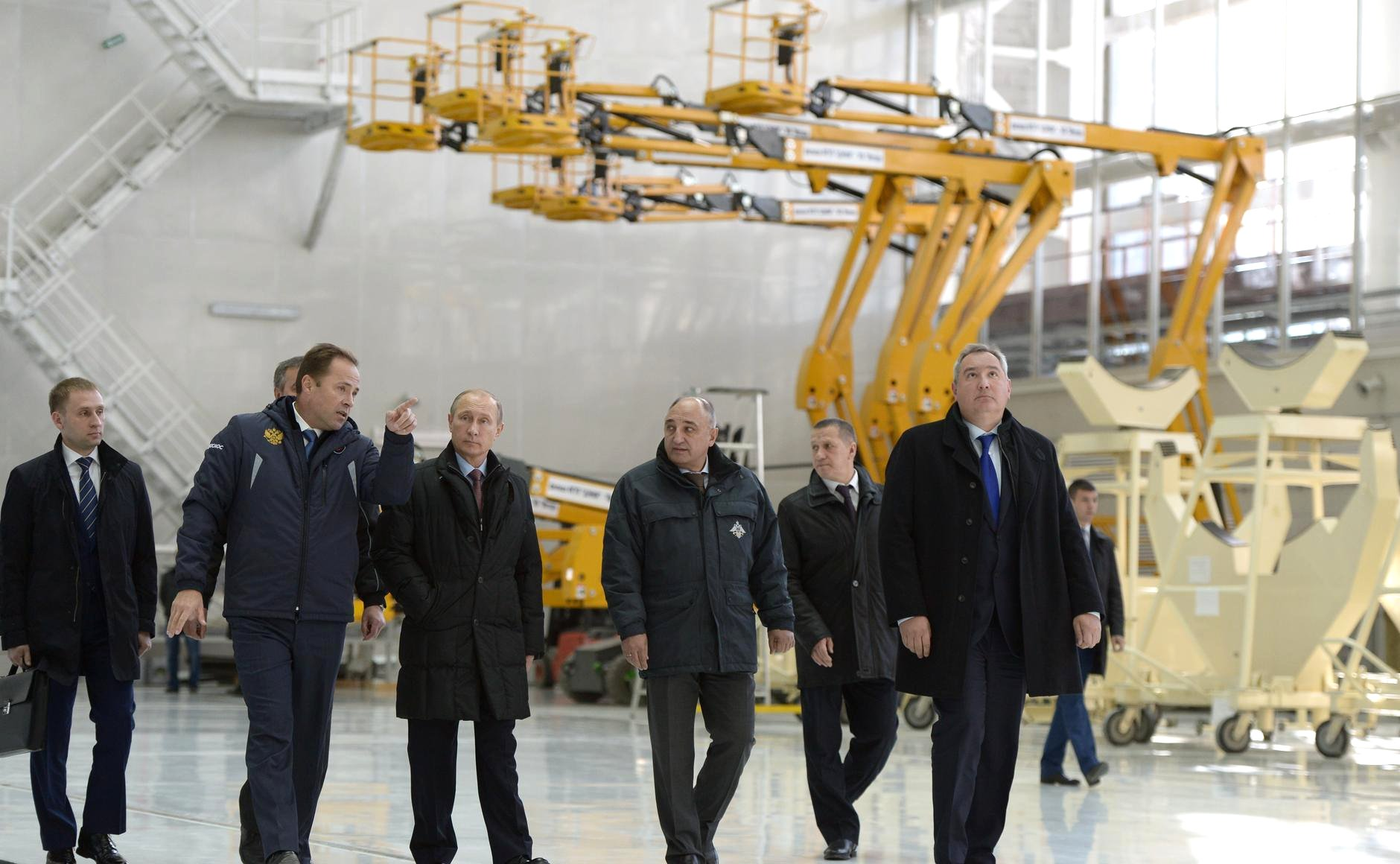
Президент России Владимир Путин на космодроме Восточный, 14 октября 2015 года

В результате строительства космодрома Россия получит:
- Независимость космической деятельности по всему спектру решаемых задач: от научных и социально-экономических до пилотируемых программ[124][125][126][127][128].
- Гарантированное выполнение международных и коммерческих космических программ[124][129].
- Улучшение социально-экономической обстановки в Амурской области, развитие местной промышленной базы с привлечением инвестиций и частного капитала в районе создания космодрома[124][125][127][128].
- Новый технический комплекс[126][127][128].
- В перспективе — сокращение затрат на аренду космодрома Байконур[125][126][130].

## Преимущества и недостатки космодрома

### Преимущества

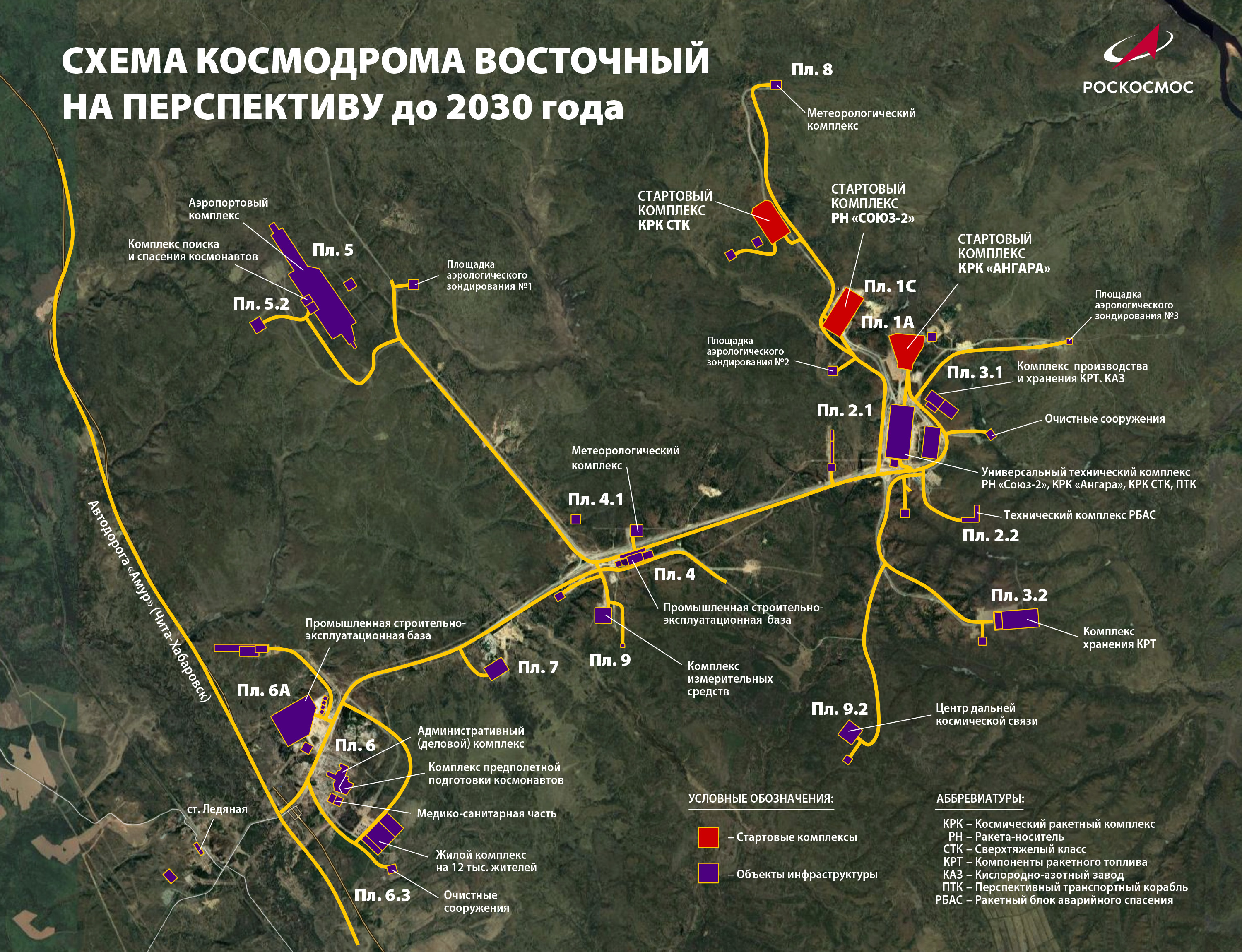
Схема космодрома Восточный

Как сообщается в материалах фильма-презентации телестудии Роскосмоса об основных этапах строительства космодрома «Восточный»:
- Космодром находится на 11° южнее, чем Плесецк, что позволяет выводить грузы большей массы;
- Начальный участок траектории полёта ракеты-носителя не проходит над густонаселёнными районами России и над территориями иностранных государств;
- Районы падения отделяющихся частей ракет-носителей расположены в малонаселённых районах территории России[132][133] или в нейтральных водах[134];
- Место расположения космодрома находится вблизи от развитых железнодорожных и автомобильных магистралей и аэродромов[134];
- Снижение политических рисков — Казахстан за последние годы несколько раз блокировал запуски российских ракет под различными предлогами[135].

Первоочередная задача нового комплекса — снизить нагрузку на космодром Байконур, но не заменить его полностью, по крайней мере, до конца срока аренды — 2050 года.
Местные власти стремятся за счёт создания космодрома решить региональные задачи в Дальневосточном федеральном округе. В докладе председателя Наблюдательного совета «Института демографии, миграции и регионального развития» Юрия Крупнова космодром «Восточный» рассматривается как краеугольный камень для реализации Госпрограммы по переселению соотечественников.

### Сложности

Мобильная башня и стартовый стол, на котором установлена ракета-носитель «Союз 2.1а»

- Необходимость строить для космодрома собственный аэродром либо прокладывать железнодорожную ветку от космодрома до ближайшего аэродрома для транспортировки космических аппаратов[124].
- Увеличение транспортных издержек по финансам и времени. В случае создания космодрома «Восточного» расстояние доставки ракеты-носителя и персонала превысит 5500 км[138]. По этой причине, в конце мая 2015 года было принято решение перенести сборку новых ракет «Ангара» в Омск[139].
- Отсутствие жилья и объектов инфраструктуры для служащих[124]. В Углегорске проживало примерно 6200 человек[140], что вызывает необходимость расширять его для проживания персонала космодрома (путём постройки невдалеке микрорайона Звёздный, рассчитанного на размещение около 12 тысяч жителей).

Решение данных проблем не только обеспечит работоспособность космодрома, но и будет способствовать развитию инфраструктуры Дальневосточного федерального округа.

### Недостатки (по сравнению с Байконуром)
- Космодром находится почти на 6° севернее, чем Байконур, что приведёт к снижению массы выводимых грузов[124]. Однако, поскольку ракеты с Байконура запускаются «вокруг Китая» с падением вторых ступеней на Алтае и не могут взлетать по самой выгодной траектории строго на восток, с точки зрения механики запуска, минимальное наклонение опорной орбиты при запуске с Восточного — 51,2° против 51,6° на Байконуре[118][144][145].
- Отработанные части ракет, падая в тайгу, могут вызывать лесные пожары, которые для этого региона являются серьёзной проблемой[146][147].

## Средства выведения на орбиту, планируемые на космодроме Восточный
|                                            | до 2023 года               | до 2023 года               | до 2023 года                              | до 2030 года                                    | до 2030 года                                    | до 2030 года                              | до 2030 года |
| РН «Союз-2.1в» БВ «Волга»                  | РН «Союз-2.1а» РБ «Фрегат» | РН «Союз-2.1б» РБ «Фрегат» | Предполагаемый вариант РН тяжёлого класса | Предполагаемые варианты РН сверхтяжёлого класса | Предполагаемые варианты РН сверхтяжёлого класса | Многоразовая ракетно- космическая система |              |
| ------------------------------------------ | -------------------------- | -------------------------- | ----------------------------------------- | ----------------------------------------------- | ----------------------------------------------- | ----------------------------------------- | ------------ |
| Стартовая масса, т                         | 135                        | 309                        | 309                                       | 773                                             | 1841                                            | 2619                                      | 790—995      |
| Масса полезного груза, выводимого:         |                            |                            |                                           |                                                 |                                                 |                                           |              |
| ‣ на низкую околоземную орбиту, т          | 2,8                        | 7,4                        | 8,35                                      | 25                                              | 80                                              | 126,1                                     | 25—35        |
| ‣ на солнечно-синхронную орбиту 600—800 км | до 2,0                     |                            |                                           |                                                 |                                                 |                                           |              |
| ‣ на переходную к геостационарной орбиту   |                            | 4,2                        | 4,6                                       |                                                 |                                                 |                                           |              |
| ‣ на геостационарную орбиту                |                            | 1,3                        | 1,7                                       | 6,5 / 8,0                                       |                                                 |                                           |              |
| ‣ на орбиту искусственного спутника Луны   |                            | 0,5                        | 0,9                                       | 3,7 / 5,0                                       |                                                 |                                           |              |
| 1.                                         |                            |                            |                                           |                                                 |                                                 |                                           |              |